# 大台南公車
大台南公車（英語：Tainan City Bus）為臺灣臺南市市區汽車客運之品牌形象名稱。臺南市市區汽車客運係指以臺南市公共運輸處作為主管機關的公共汽車服務，主要由「幹支線公車」與「市區公車」兩大部分組成。
目前大台南公車的營運路線數為156條：幹線公車6條，支線公車117條（含小黃公車42條），市區公車24條（含生活公車9條、厝邊公車4條），觀光公車8條，雙層巴士1條，高鐵快捷公車1條。

## 營運業者
大臺南公車（臺南市市區汽車客運）目前總共由6家業者營運：
現有參與業者：
- 興南客運〈1941年9月3日轉型客運公司，2011年加入〉
- 新營客運〈1950年1月成立，2012年加入〉
- 府城客運〈2013年6月19日成立，同年6月20日加入〉（高雄客運子公司）
- 漢程客運 〈2013年11月15日成立，2019年12月5日加入〉
- 巨業交通 〈1974年3月7日成立，2024年12月1日加入〉
- 統聯客運 〈1989年9月6日成立，2025年1月3日加入〉

小黃公車業者：
- 台一大車隊 〈2019年1月18日加入〉
- 皇冠交通〈2020年5月22日加入〉

已退出業者：
- 臺南客運〈1929年成立，1930年代加入至2003年8月31日〉
- 高雄客運〈1941年6月30日成立，2003年9月30日加入至2013年11月30日〉（轉由子公司府城客運繼續經營）
- 四方客運 〈2015年5月13日成立，2016年3月22日加入至2022年9月22日〉

## 歷史
2010年12月25日，臺南縣、臺南市（省轄市）轄區合併改制為臺南市（直轄市），交通部公路總局嘉義區監理所將路線比例於臺南市轄域內超過50％的公路汽車客運路線移交臺南市政府監理；這些原公路汽車客運路線於2013年3月至2013年12月間逐步整併為6條幹線公車路線及74條支線公車路線，並以綠、藍、棕、橘、黃、紅六色分別作為六個幹線公車系統的識別顏色，由興南客運、新營客運、漢程客運3家民營汽車客運公司和台一大車隊、皇冠交通2家計程車業者經營。
大台南公車「市區公車」系統，係指以原臺南市（省轄市）所轄的六個市轄區（中西區、東區、南區、北區、安平區、安南區）和永康區、仁德區、歸仁區、安定區、西港區及高雄市茄萣區等人口密集區為服務範圍的公共汽車服務，由府城客運、興南客運、統聯客運、巨業交通經營，大部分路線係承襲合併前即已存在的臺南市（省轄市）市區汽車客運路線。
- 臺南市內公共汽車運輸，可追溯自西元1930年代創業的臺南客運（當時稱為臺南乘合自動車會社）。臺南客運於1970年代達到事業最高峰。唯之後臺南客運營運管理不善，於2003年宣佈破產，同年8月31日22時起停駛[2]。
- 為因應臺南客運歇業後的大眾運輸需求，2003年9月1日，臺南市（省轄市）政府推動計程車共乘試辦計畫，規劃10條路線，一次收費新臺幣30元，直到2003年11月30日方告終止[3]。臺南市（省轄市）政府徵求新業者經營原由臺南客運經營的市區汽車客運路線，由高雄客運取得經營權；高雄客運同時新闢4線市區汽車客運路線。
- 2010年12月25日，臺南縣、臺南市（省轄市）轄區合併改制為直轄市臺南市後，為配合《公路法》等相關法規之規定，須將原由交通部公路總局管轄、路線比例於臺南市轄域內超過50％的公路汽車客運路線移撥為市區汽車客運路線。臺南市政府分2011年與2012年兩期，將79條原公路客運路線，由興南客運、新營客運經營之路線變更為市區汽車客運路線，並納入管理[4]。而原先由臺南市（省轄市）政府所管理的市區汽車客運路線，於合併後仍以「市區公車」作為名稱。
- 至2012年底，大台南公車（臺南市市區汽車客運）計有94條路線，幹線公車系統由興南客運、新營客運經營，「市區公車」系統由高雄客運經營。為了避免消費者混淆，高雄客運於2013年6月19日成立子公司府城客運，專營大台南公車「市區公車」系統。2013年12月1日，高雄客運將其所經營的大台南公車路線全數移交府城客運。2014年12月16日，臺南市政府交通局表示，「市區公車」系統路線將重劃，永康區、仁德區納入規劃範圍[5]。
- 2015年5月1日起，大台南公車各業者已在雙車門公車（含低地板公車），在後門處裝設一台電子票證驗卡機。宣導「前門上車、後門下車」原則，預估能減少公車停站時間，增加公車準點率。
- 2015年11月22日，臺南市政府交通局宣布，大台南公車綠幹線正式啟用公車優先號誌系統。綠幹線為大台南公車第一條使用該系統的路線，期望能縮短紅燈停等時間，以提升民眾搭乘意願。[6]
- 2016年3月23日，第109條路線、也是第一條以電動公車行駛的77路正式營運，由四方客運經營。[7]
- 2017年1月1日，棕幹線、黃幹線啟用公車號誌優先系統，可減少紅燈停等時間。
- 2019年3月5日，興南客運第一條以電動公車行駛的70路中華環線正式營運，是興南客運於大台南公車中第一條以段次計費之市區路線。[8]
- 2019年12月5日，由漢程客運營運的橘9線正式通車，為大台南公車第一條行駛國道的路線。漢程客運為大台南公車第4家營運的客運業者。
- 2024年12月1日，由巨業交通營運的32路正式通車，為大台南公車市區公車路網重整後第一條上路的生活公車路線。巨業交通為大台南公車第5家營運的客運業者。
- 2025年1月3日，由統聯客運營運的9路正式接駛，為大台南公車市區公車路網重整後第三條上路的生活公車路線。統聯客運為大台南公車第6家營運的客運業者。

## 設施

### 站牌和候車亭
- 一般站牌設計：
  - 各路線分類使用各自獨立的站牌。
  - 資訊看版材料為鋁板，兩面文字配置相同，由上到下為該站點的中英文名稱、路線分類名稱和經過路線資訊。
  - 立柱中間圓筒是可轉動的班次路線時刻圖。
- 智慧型站牌設計：
  - 路線合併使用同一站牌。
  - 新式站牌為長方狀鐵櫃，兩面文字配置前期新設時為相同；但礙於經費問題，現今新設的智慧式站牌，如遇多條路線同站時，兩面文字會不相同。由上到下為該站點的中英文名稱、經過路線資訊和動態到站LED和班次路線時刻圖。
- 智慧電子紙站牌設計：
  - 路線合併使用單一站牌
  - 顯示內容包括公車動態資訊以及政令宣導，不過時刻表以及路線圖目前尚未電子化。
  - 路線較多的站位，外型及功能與一般智慧電子紙站牌較為不同
    - 路線合併使用單一站牌，採單面設計。
    - 站牌大致上分為上方的到站動態顯示區以及下方的路線資訊顯示區。
    - 可透過站牌下方的鍵盤操作，瀏覽同站牌其他路線的路線資訊，包含路線圖、時刻表。
- 候車亭設計：
  - 市區大多數候車亭以全台首學門意象作為設計元素，而部分市區的候車亭則與原縣區候車亭相同，皆以學校課桌椅元素設計，並以芋紫色為塗裝。
  - 原縣區的候車亭以學校課桌椅元素設計，並搭配經過幹線的顏色作為塗裝。
  - 皆設置動態公車資訊系統LED顯示板，並設置USB充電座供候車乘客使用。[9]

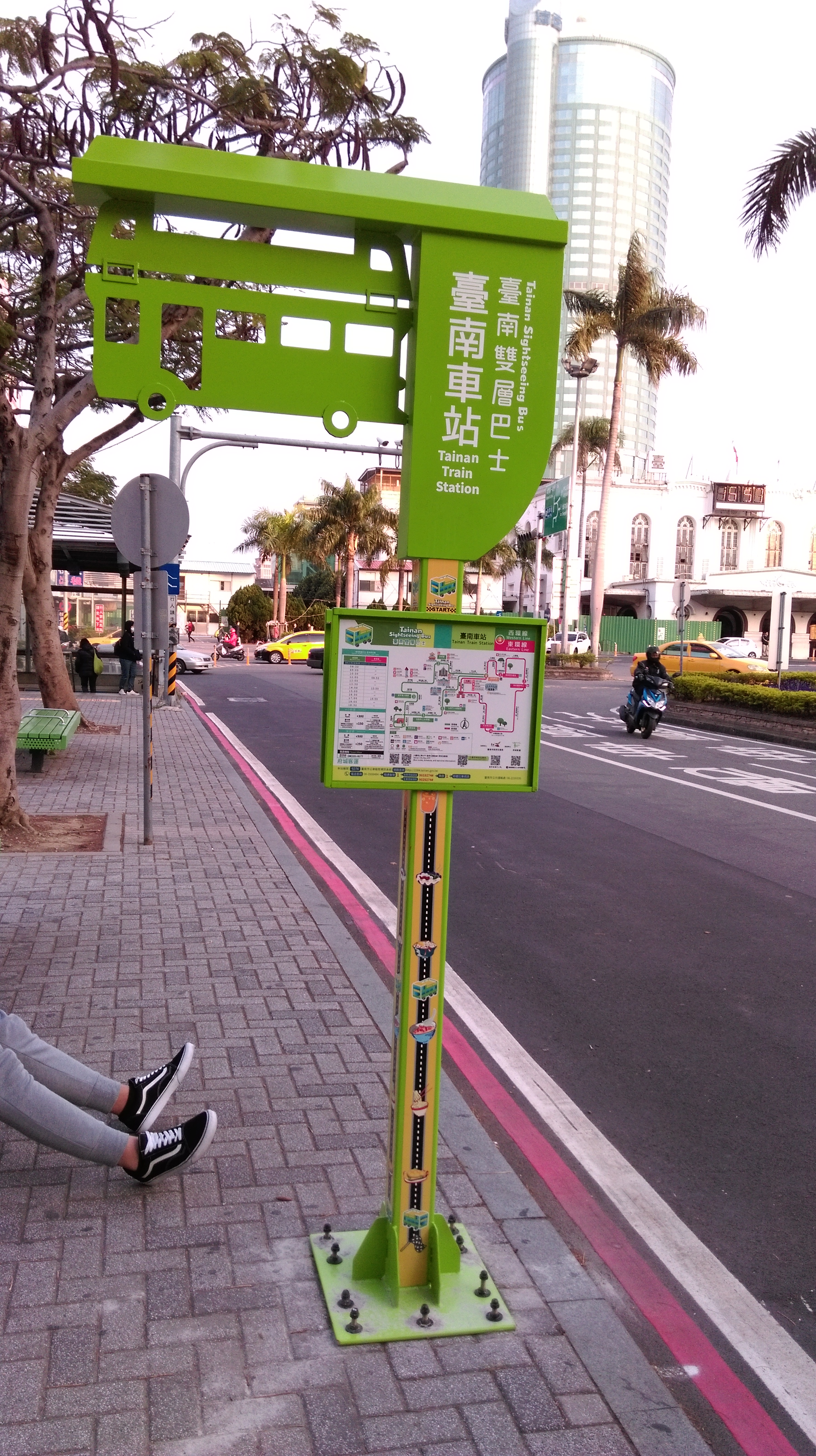
雙層巴士站牌-台南火車站(北站)
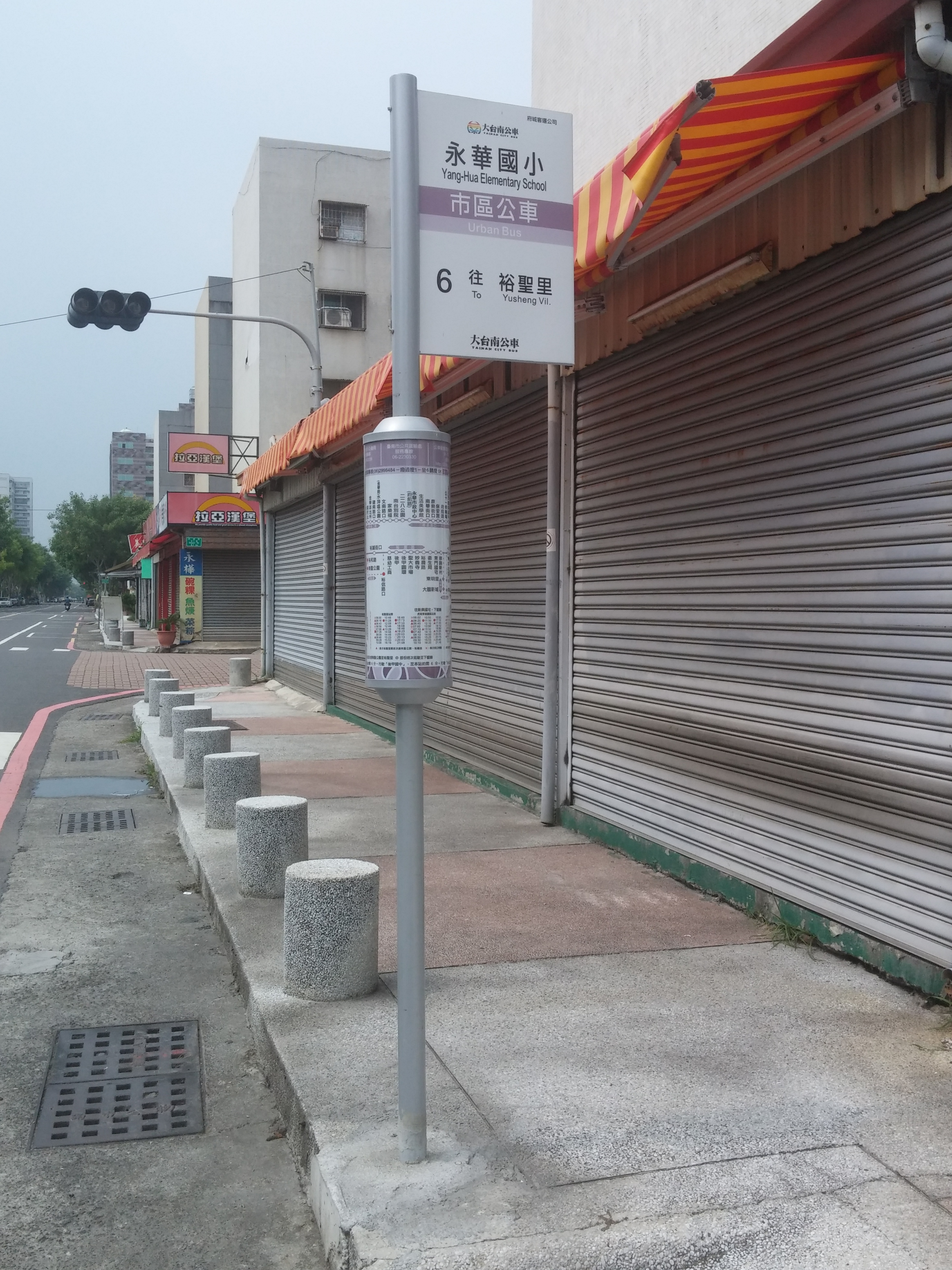
市區公車一般站牌
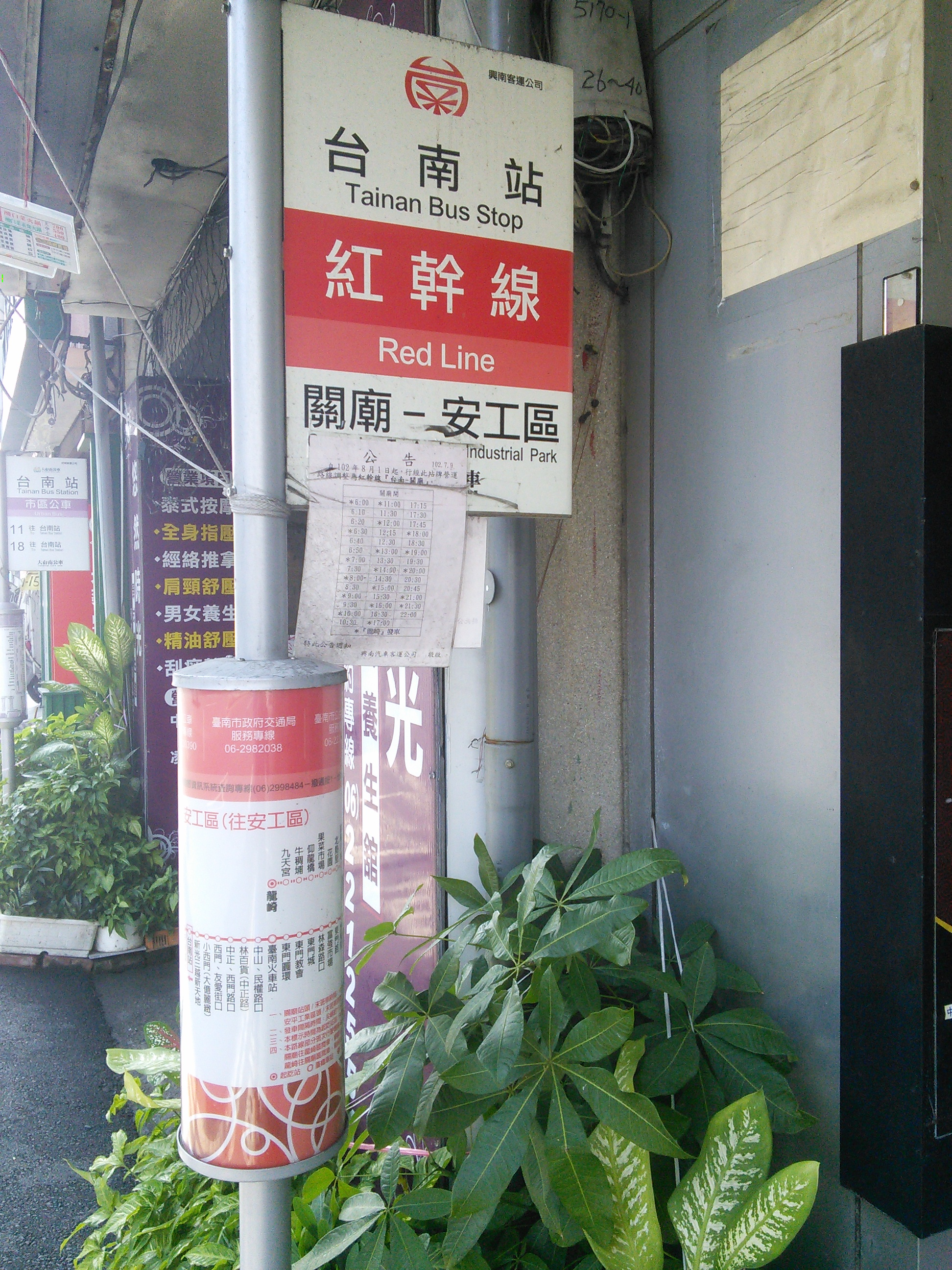
幹線公車一般站牌
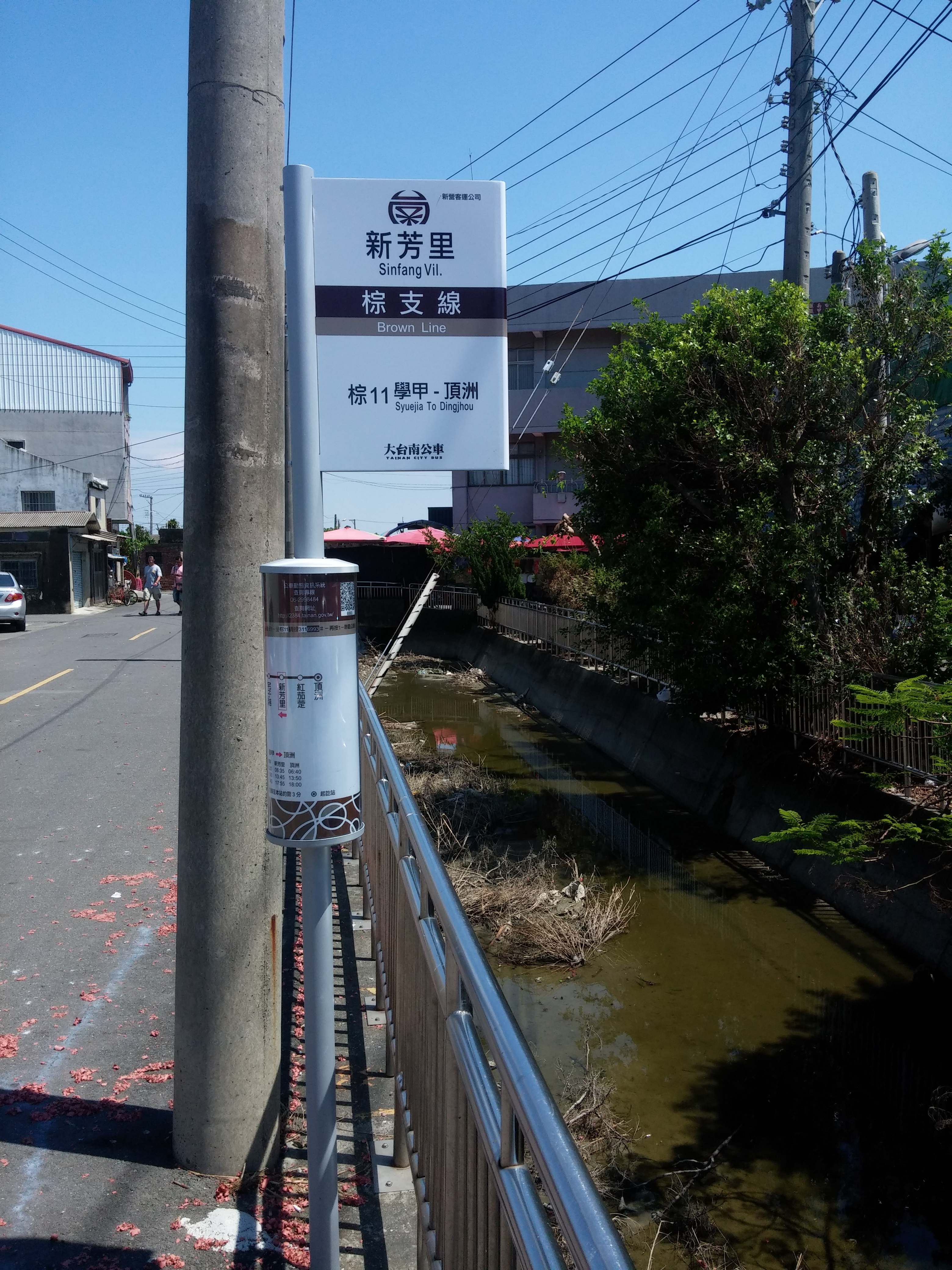
棕11支線公車站牌
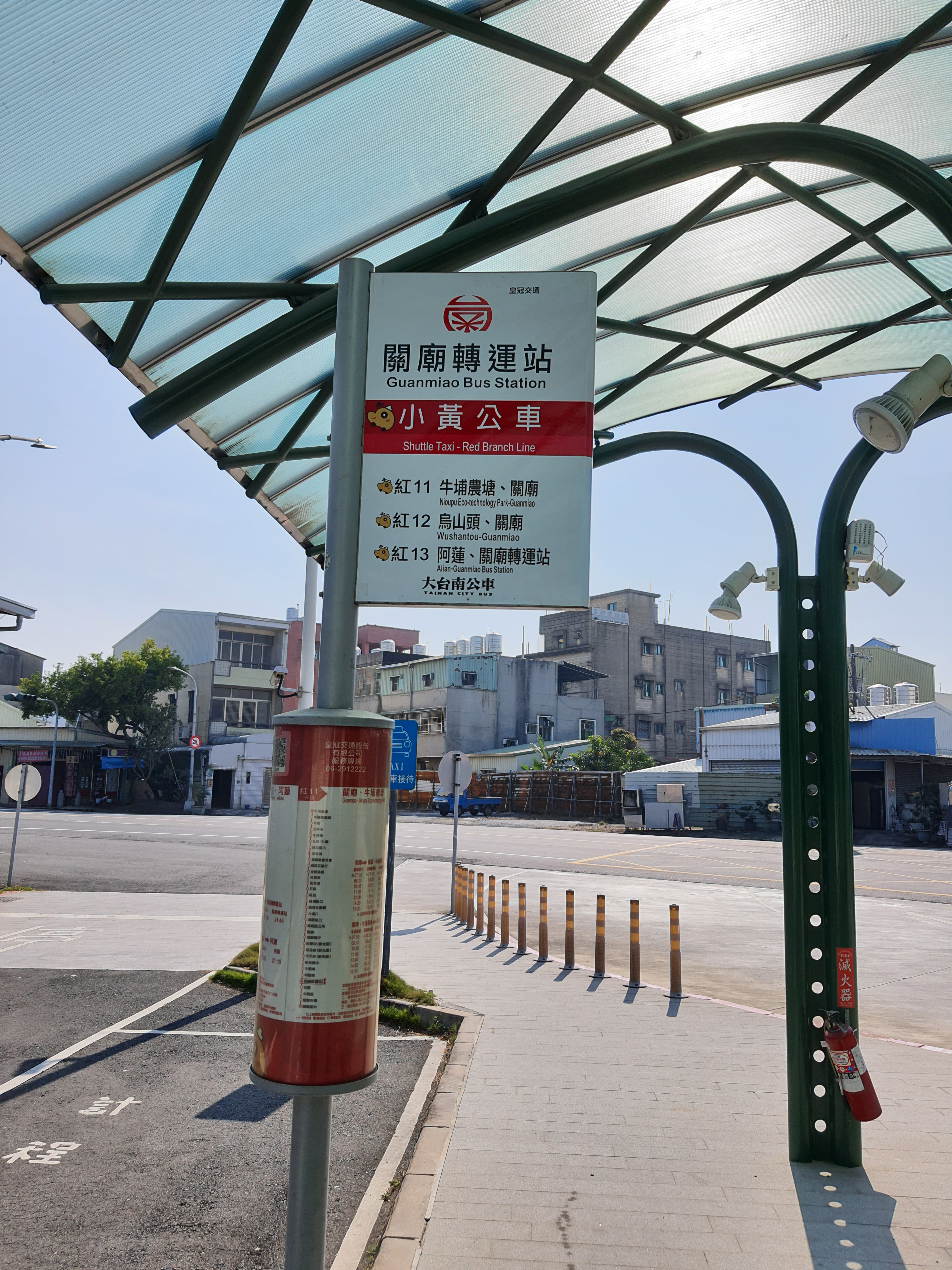
小黃公車站牌
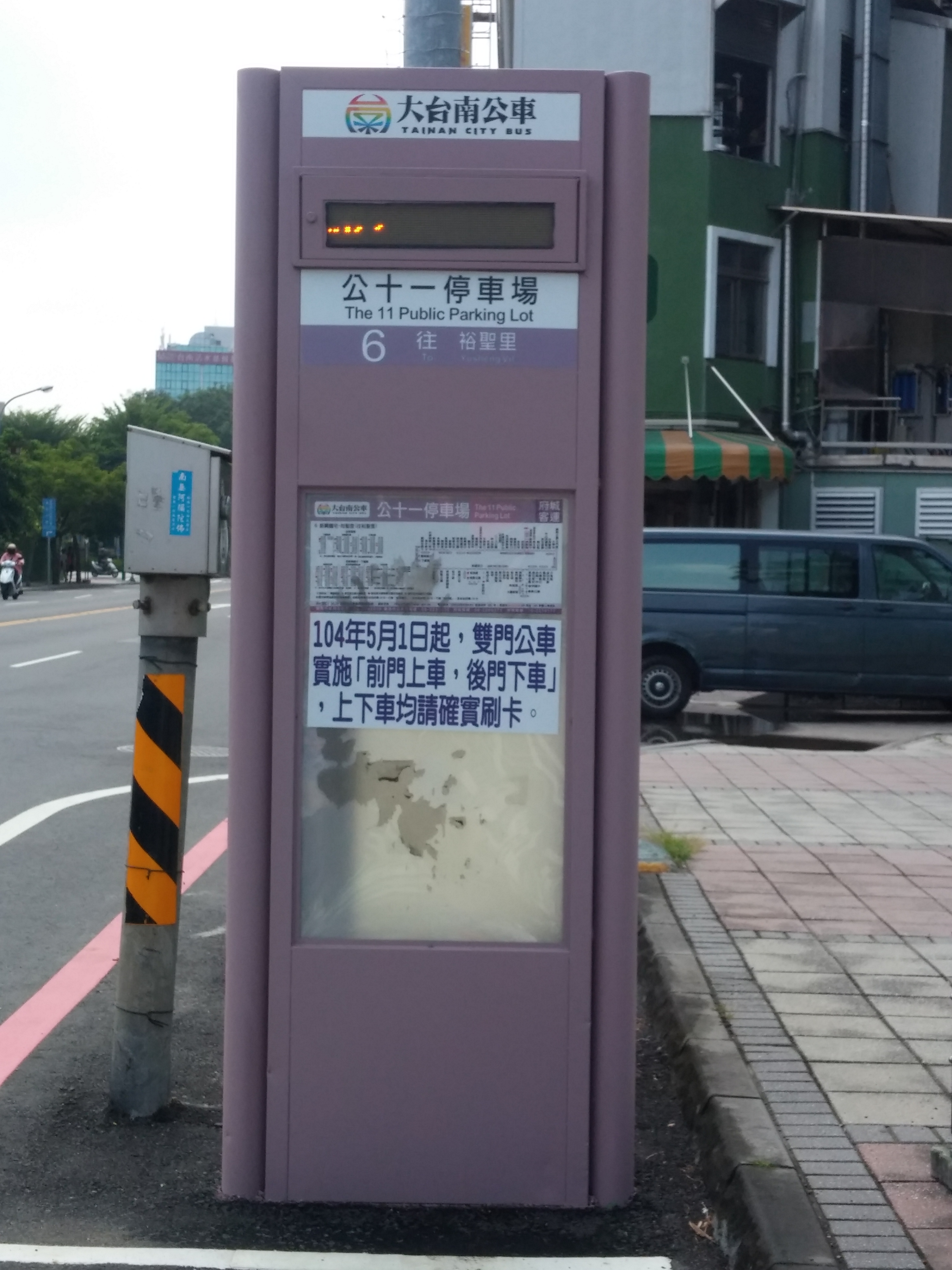
改變塗裝後的臺南市公車舊式智慧型站牌
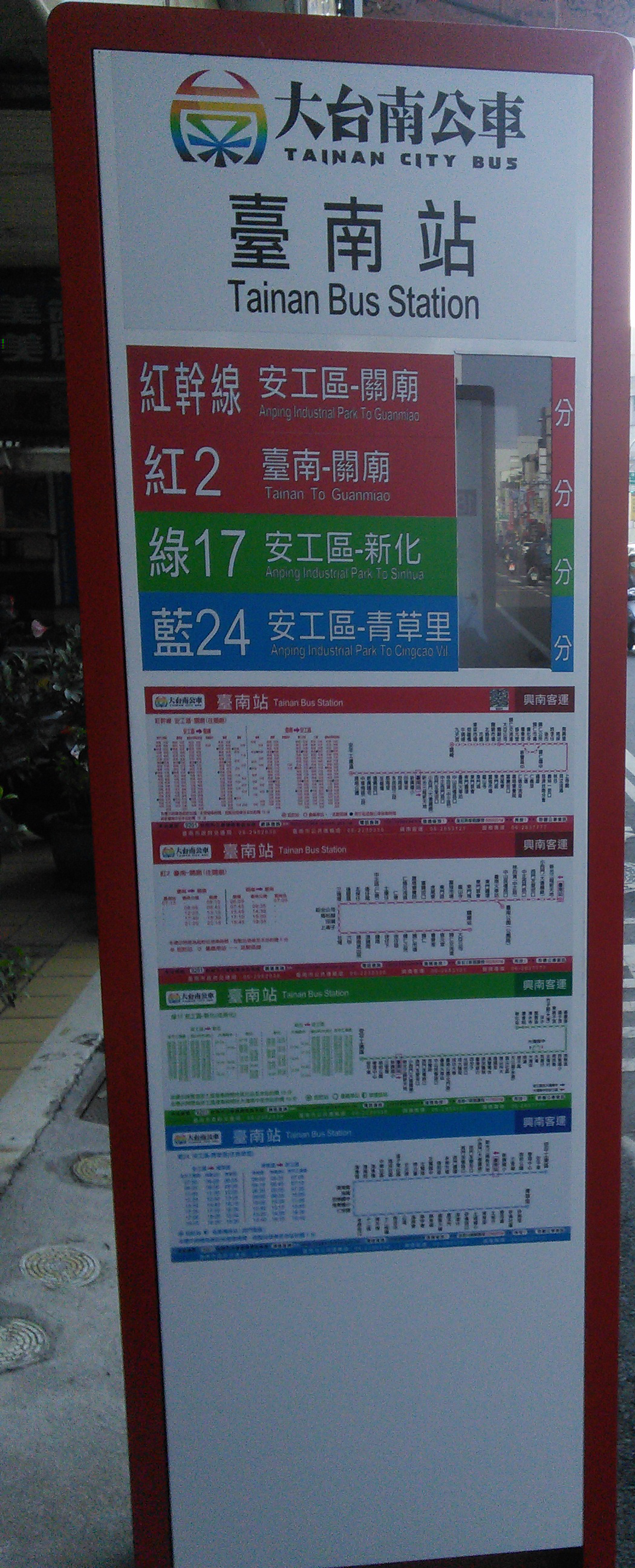
幹線公車新式智慧型站牌
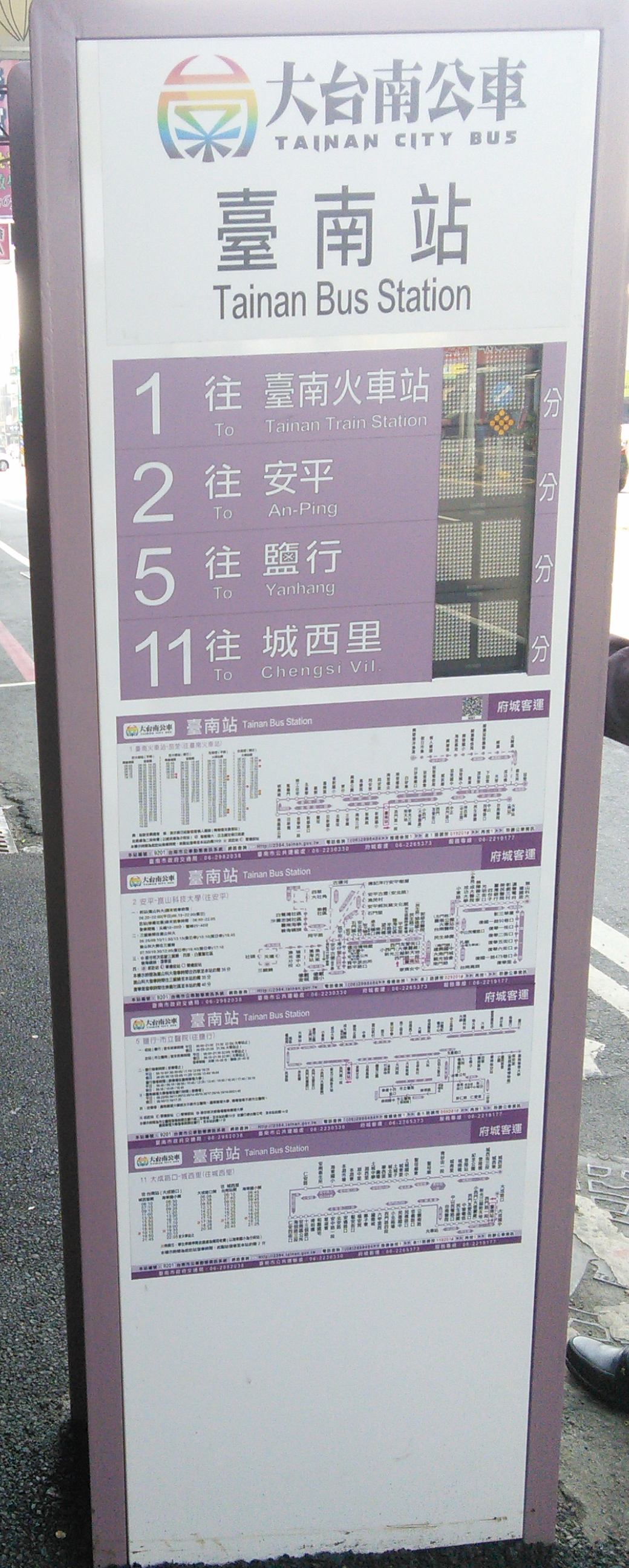
市區公車新式智慧型站牌
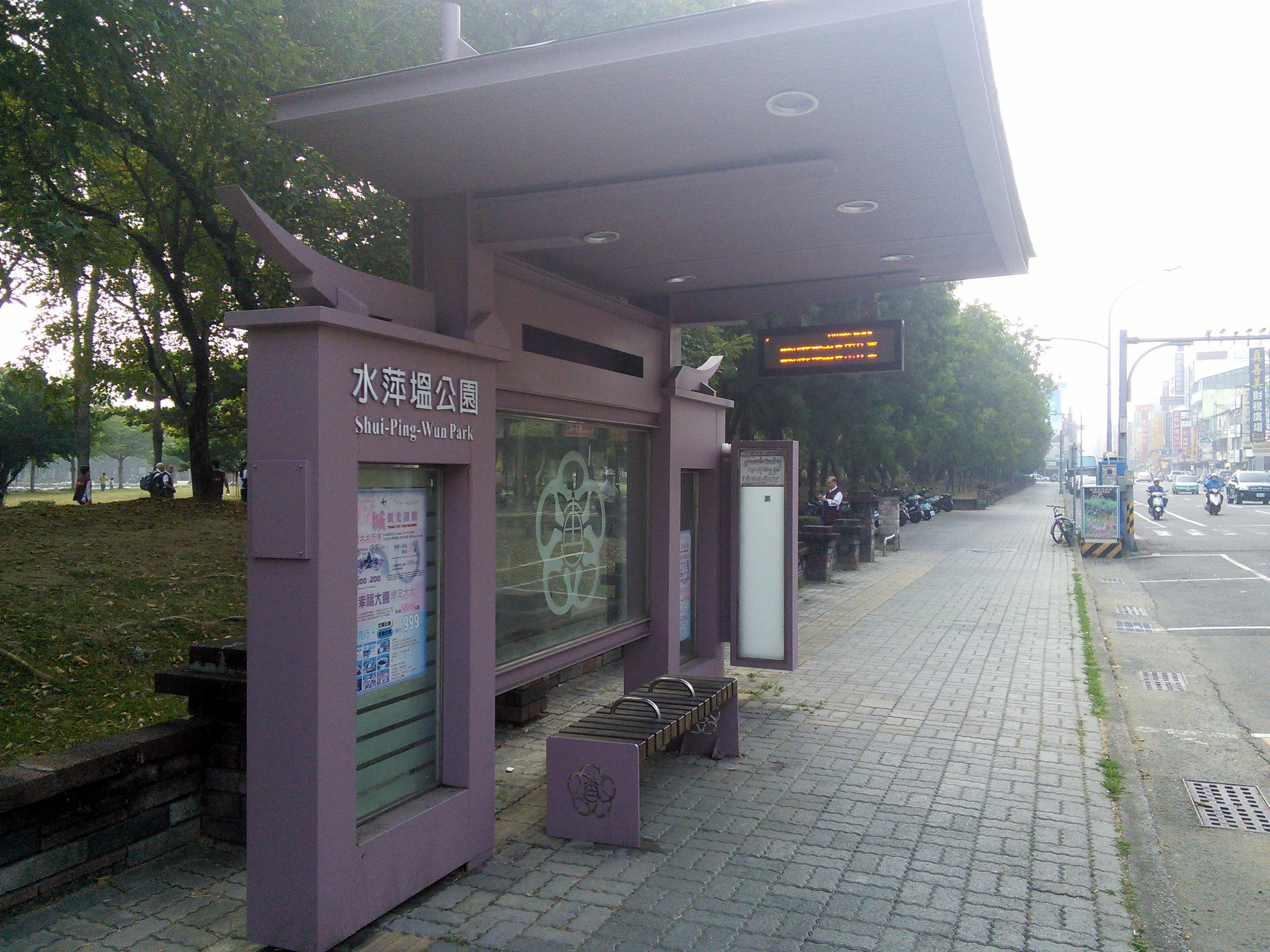
改變塗裝後的原臺南市公車候車亭
幹線公車候車亭
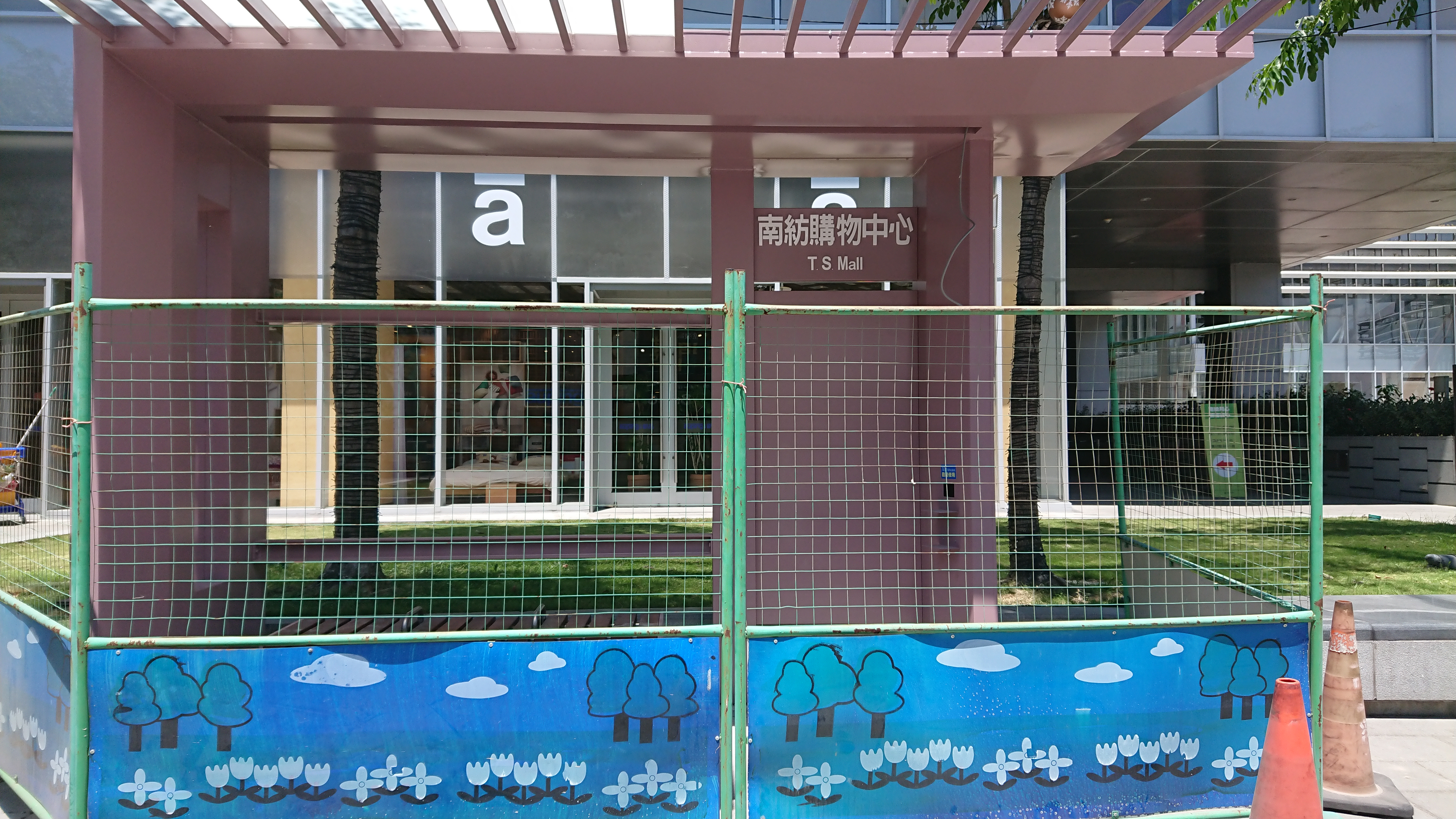
施工中的市區公車新候車亭
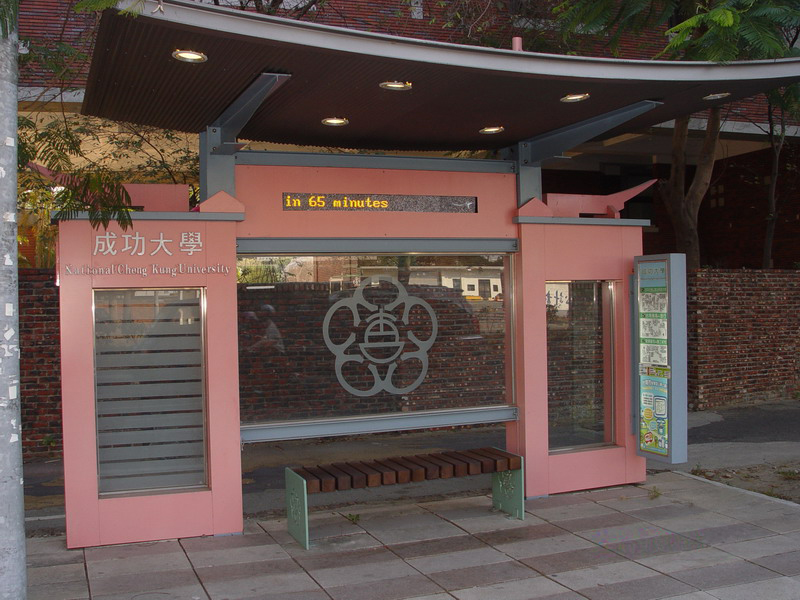
原臺南市公車候車亭，目前塗裝已變更
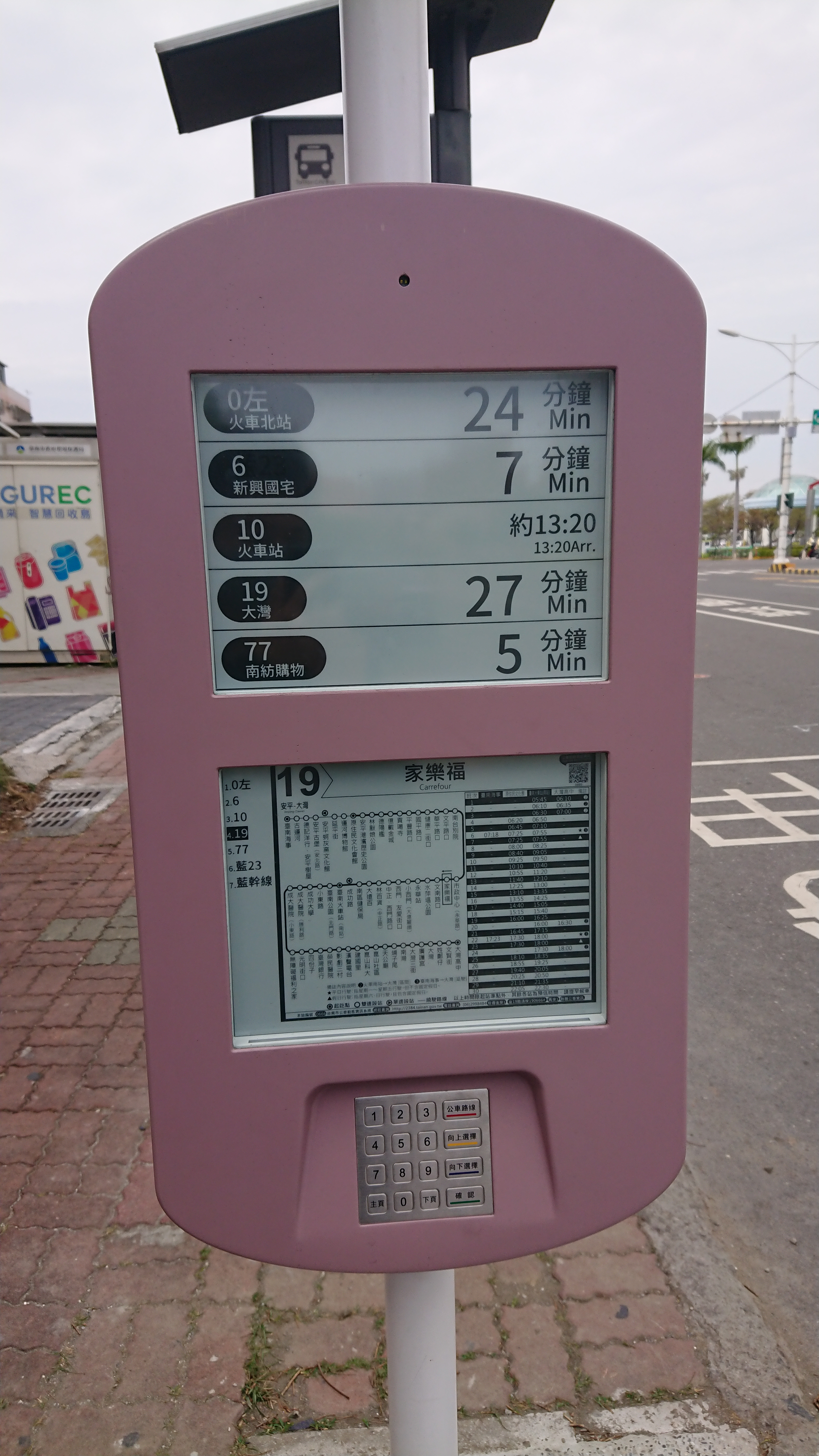
智慧電子紙站牌(按鍵式)
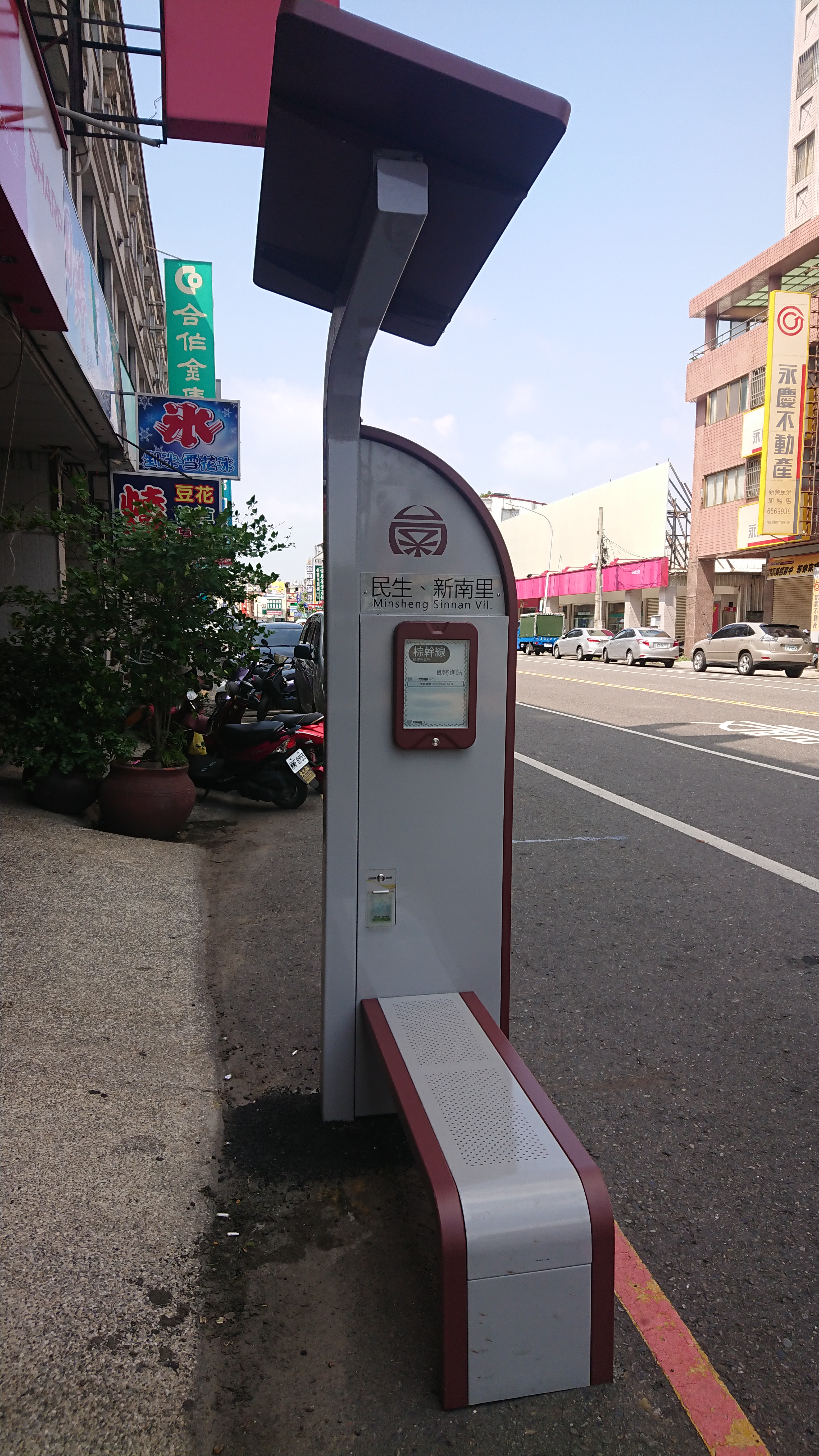
智慧電子紙站牌(附設座椅)

### 車輛
- 興南客運的車輛目前以富豪VOLVO B7RLE低底盤公車（57輛）佔大多數，其次以主力行駛於支線的TOYOTA COASTER XZB50L-ZEMSYR中巴（35輛）、申沃SWB6127低底盤公車（35輛）、VOLVO B8RLE低底盤大巴（22輛）、華德RAC RACE150低底盤電巴（20輛）、金旅XML6125JEV低底盤電巴（17輛）、金旅XML6925JEV低底盤中型電巴（7輛），興南客運亦為大台南公車四家業者中採購低地板公車數量最多的。
- 府城客運的車輛以申沃SWB6127低底盤（46輛）最多，其次為鴻華MODEL T低底盤電巴（21輛）、凱勝綠能打造之BYD K9DA低底盤電巴（15輛）及BYD K9低底盤電巴（3輛）、雙層低地板VOLVO B8RLE（3輛），非無障礙車輛則有FUSO RM11FN1XA（市區型）15輛、TOYOTA COASTER XZB50L ZEMSYR中巴（2輛）。
- 新營客運的用車以南韓大宇BS120SN低地板公車為主（22輛），其次為HINO RK8JRSA（遊覽車型）10輛、HINO RN8JSVU（遊覽車型）2輛、HINO RK8JRVA-KJF（1輛）及同型車的大復康巴士（4輛），並引進由成運汽車自行打造之Master MB120NS低地板公車（4輛）、凱勝綠能打造之BYD K9DA低底盤電巴（7輛）及鴻華MODEL T低底盤電巴（10輛），而於非尖峰時段，支線則會彈性運用TOYOTA Coaster（18輛），以及HINO FC7JGTZ-AZF中型大復康巴士（3輛）。
- 漢程客運的車輛為大宇BS120CN低地板（1輛）、Master MB120NS低地板公車（1輛）、金旅XML6125JEV低底盤電巴（2輛）、華德RAC RACE150低底盤電巴（18輛）、MITSUBISHI FUSO RM11FN2XE遊覽車（1輛）、MITSUBISHI FUSO RM11FN2XC遊覽車（7輛）及同型車之大復康巴士（1輛）、Mercedes-Benz O500C遊覽車（1輛）。
- 統聯客運的車輛為KINGLONG KL6112U1低地板公車（10輛）、TOYOTA Coaster中巴（9輛）、Volkswagen T6小巴（4輛）。
- 巨業交通的車輛為Mercedes-Benz O500C遊覽車（1輛）、Master MB120NS低地板公車（2輛）、MITSUBISHI FUSO RM11FN2XC大復康巴士（1輛）、大宇BS120CN低地板（6輛）、HINO HS8JRVL低地板公車（12輛）、TOYOTA Coaster中巴（6輛）。

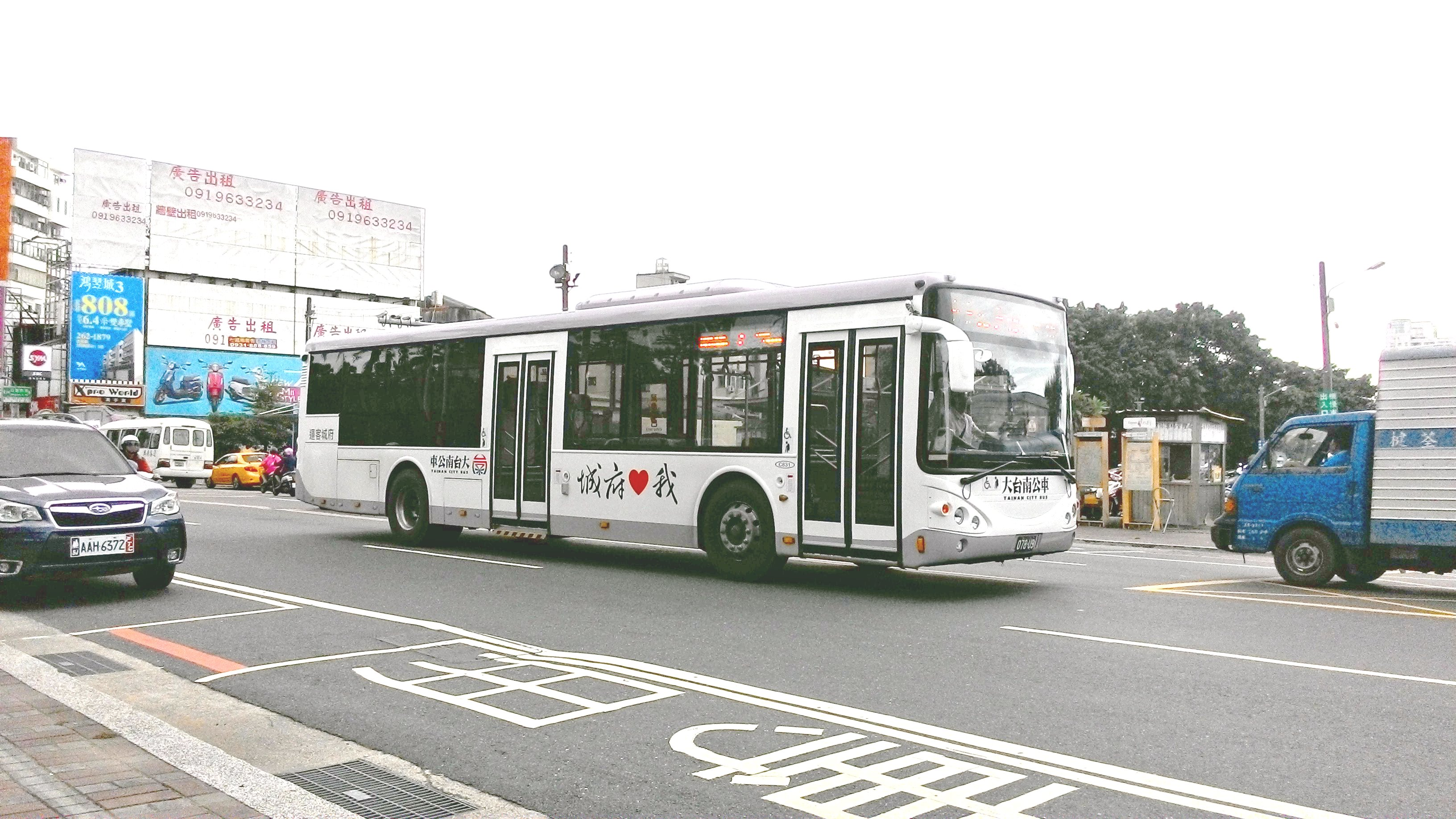
市區公車(府城客運塗裝)
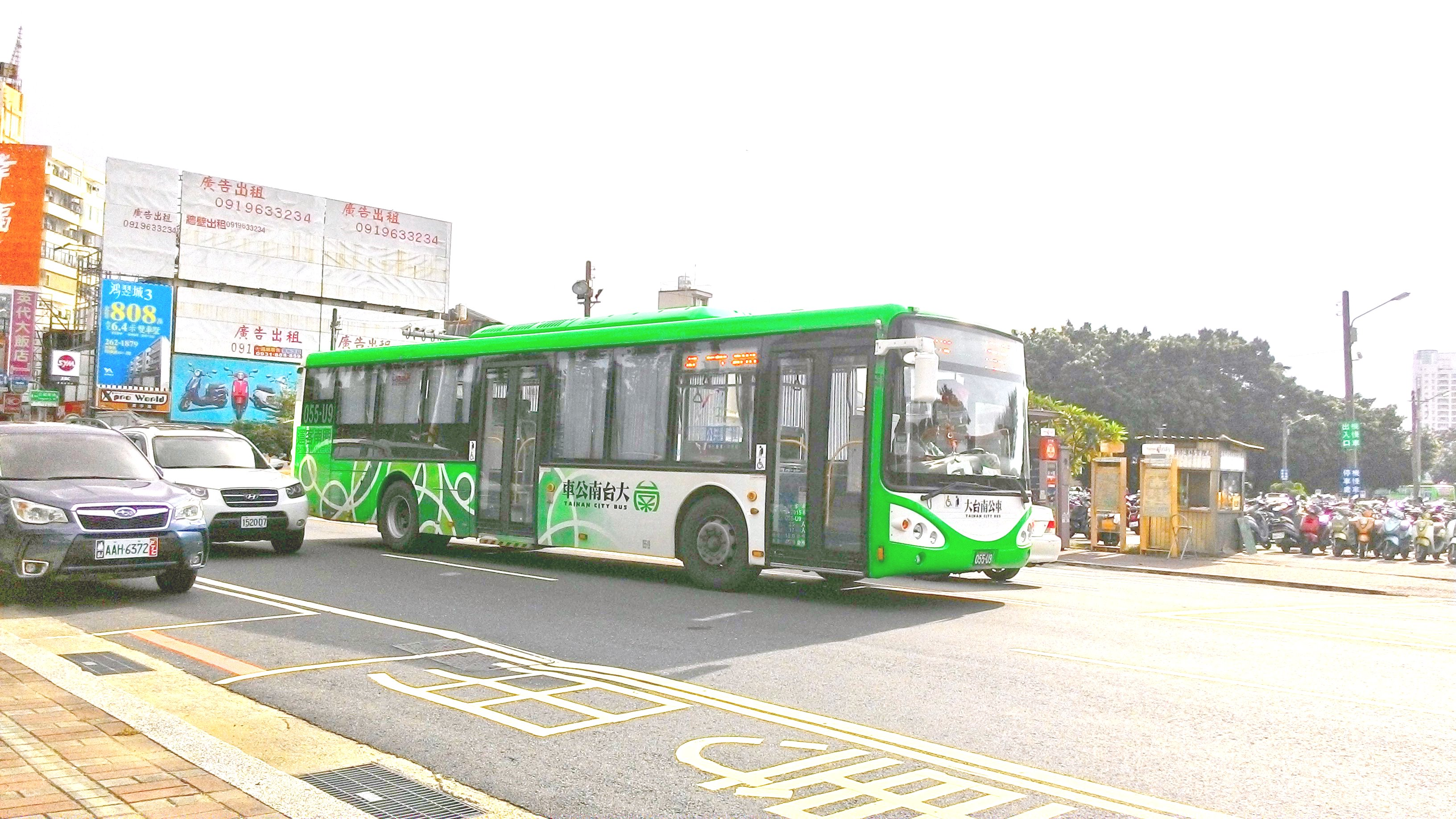
幹線公車(綠幹線塗裝)
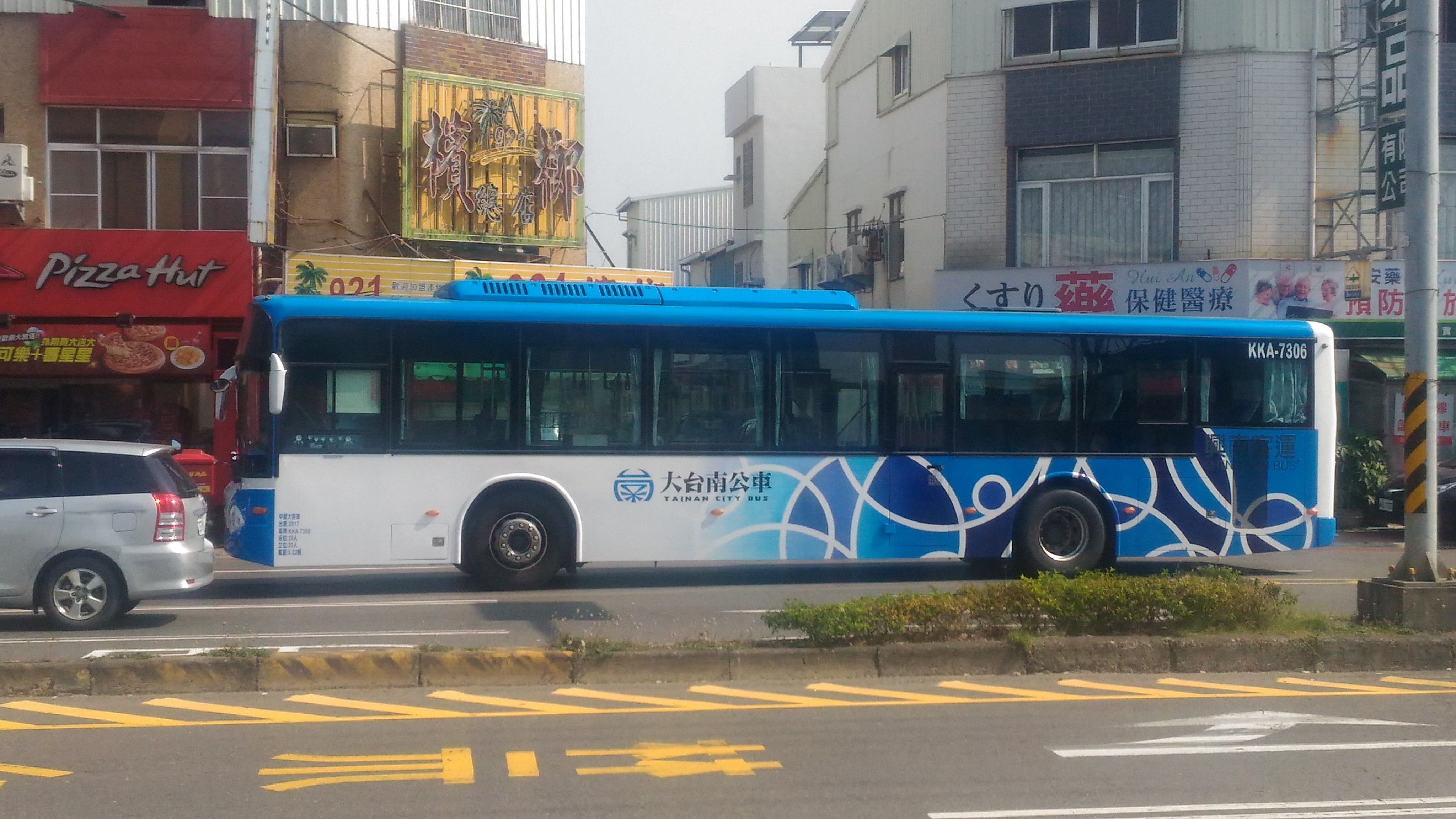
支線公車(藍線塗裝)
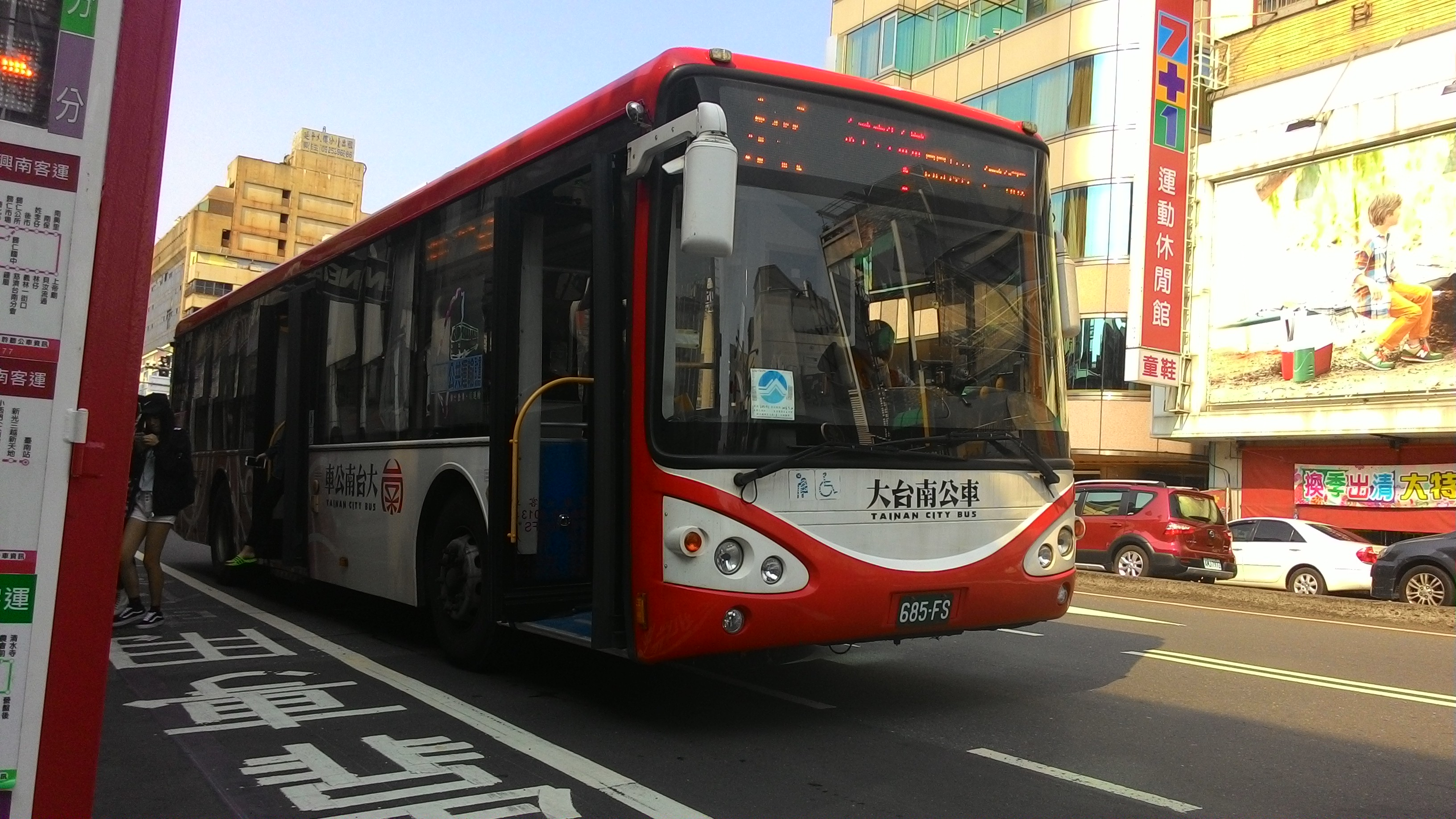
幹線公車(紅幹線塗裝)
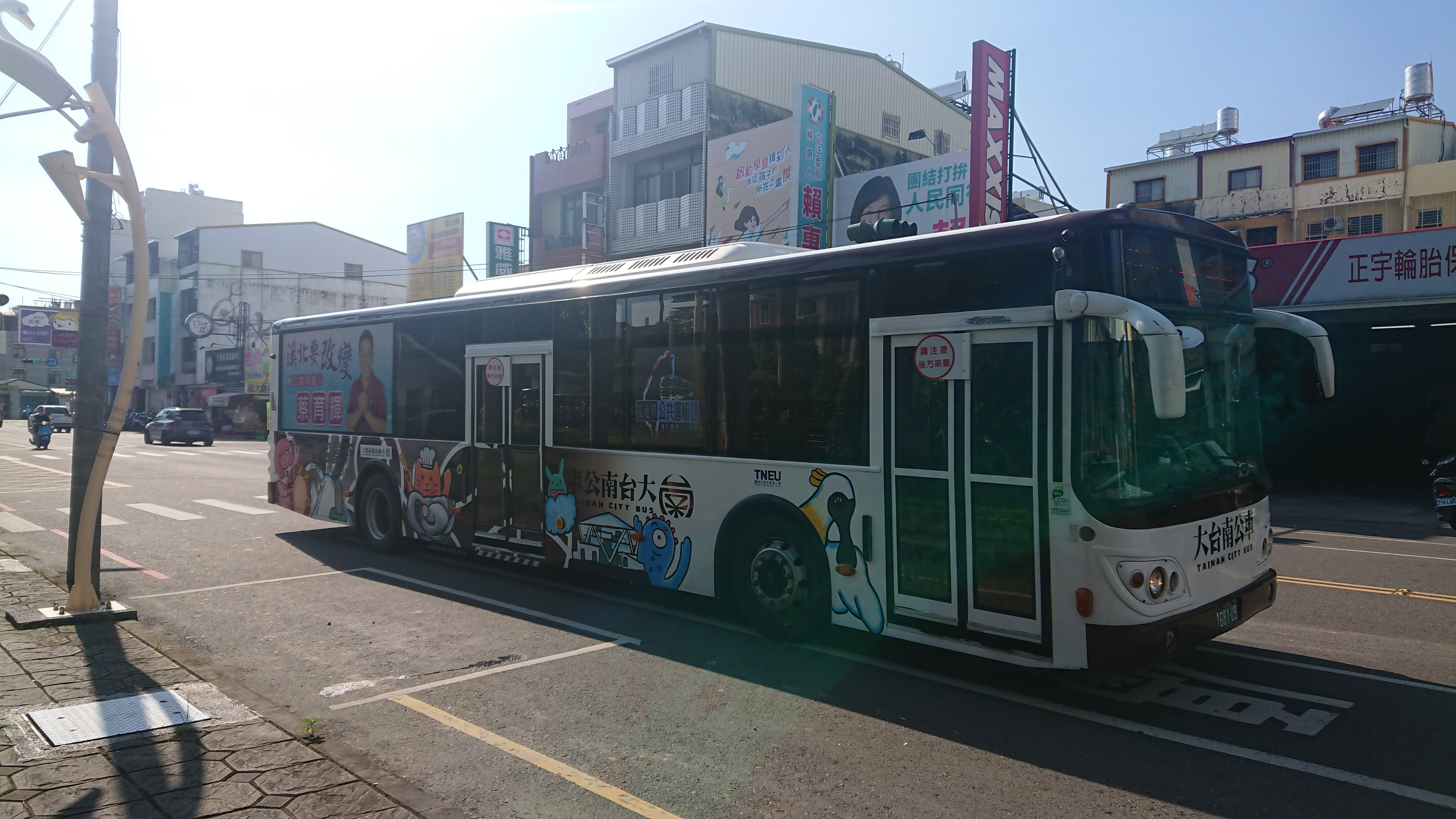
幹線公車(棕線彩繪塗裝)
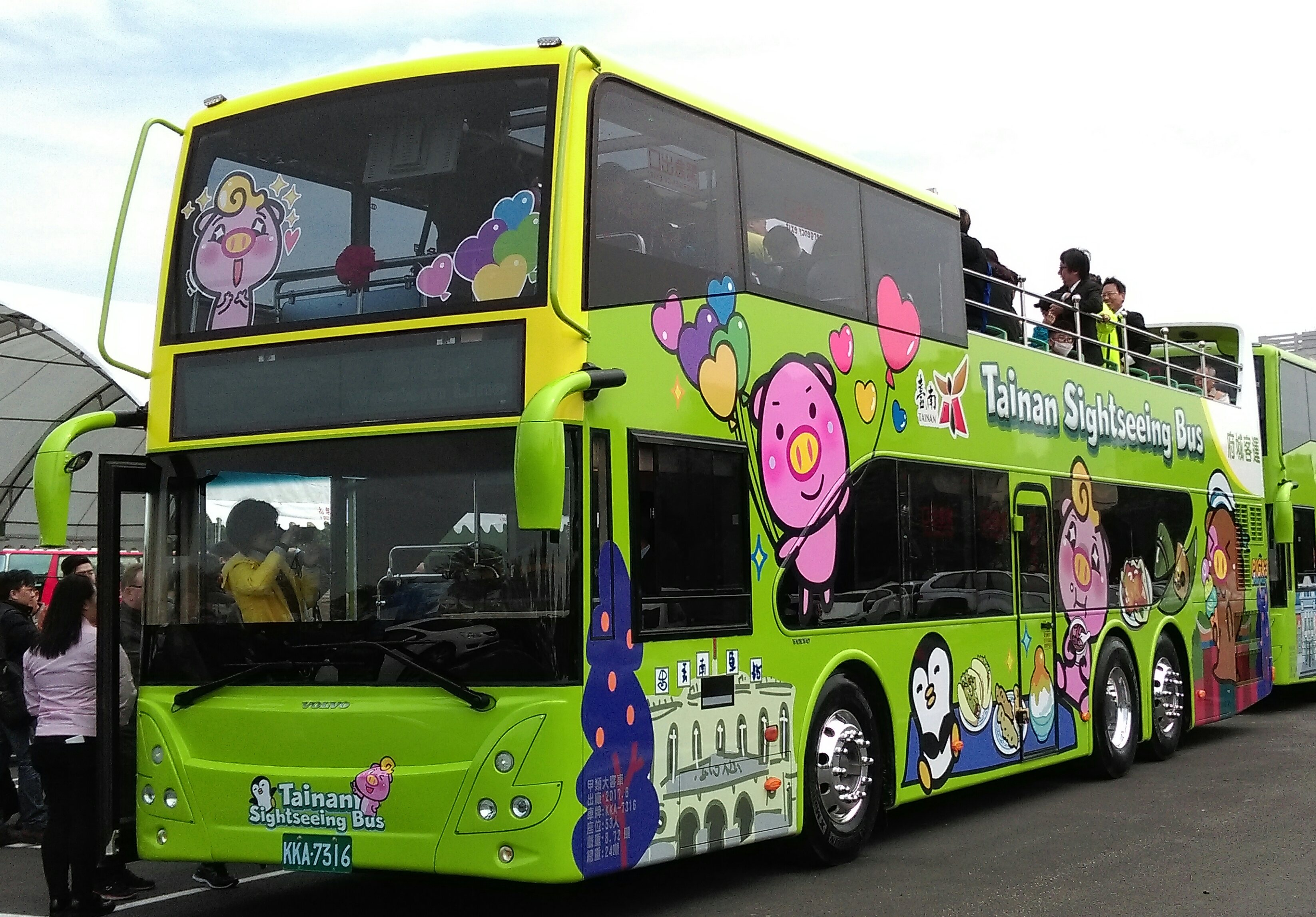
雙層巴士(台南意象圖裝)

## 意外
黃幹線自撞車禍
2017年10月9日，興南客運營運之黃幹線公車6:30麻豆轉運站發車班次062-U9，於7:28時在新營區中山路與民族路十字路口前逐漸偏離車道，撞上了號誌桿、消防栓後，再撞上了證券行門口的鋼柱才停下，原因為司機突發心臟病，自撞時無生命跡象，後為乘客及救護人員進行CPR及電擊後才恢復生命跡象，其餘車上6名乘客僅受到皮肉傷。，事故車輛已修復完畢並於2018年1月11日重新上路營運。
5路公車自撞車禍 一周兩起
2017年10月14日，府城客運營運之5路公車由市立醫院發車往桂田酒店班車952-FY，12點22分40歲蘇姓司機行駛5路公車，行經永康區中正北路轉進新行街時疑心臟病突然發作昏倒，車輛失控速度減慢撞上停在路旁車輛，被撞轎車再擦撞兩輛停騎樓汽車、路邊花盆，隨後公車再前行擦撞兩輛車後停下，司機最後人倒在方向盤上，送奇美醫院急救宣告不治。

## 路線
大台南公車（臺南市市區汽車客運）大致上分成五種形式：幹支線公車、市區公車、高鐵接駁車、觀光公車、雙層巴士

### 幹支線公車
臺南市政府為提升大眾運輸服務品質，提出「公車捷運化」計畫，整併原繁複路線、以六條主要幹線及其支線服務全市各地區。

#### 綠線
- 2013年3月1日開通[11]，由興南客運負責營運，綠幹線是六大幹線中班次最多、運量最大者[12]，另有支線23條（開通初期僅22條支線，之後新增綠17支線）及假日公車1條，總共25條路線。主要以台南火車站、新化站、玉井站作為綠線主要轉運站，綠幹線是全台灣第一條可不停號誌燈的幹線公車路線，車頭及號誌燈裝有感應系統，可在公車將抵達路口時變換號誌，類似於BRT公車，但沒有專屬路權。目前依照營運結果可以縮短5分鐘行車時間。
- 綠支線部分，除了台南、永康、新化、左鎮、玉井以外，也包含了關廟、歸仁、新市、善化、山上、南化、楠西、大埔、甲仙等地。
- 2019年1月18日起，綠20線、綠21線及綠20-1假日公車以計程車取代公車行駛，由台一大車隊負責營運，採取固定班次及預約制度（需提前預約），收費比照原公車票價收費。
- 2020年5月25日起，新增綠28線小黃公車，由皇冠交通負責營運，採取固定班次及預約制度（需提前預約），收費比照原公車票價收費。
- 2022年4月26日起，新增綠29線小黃公車，由台一大車隊負責營運，採取固定班次及預約制度（需提前預約），收費比照原公車票價收費。
- 2023年4月10日起，新增綠2-1線、綠31線、綠32線小黃公車，分別由台一大車隊及皇冠交通負責營運，採取固定班次及預約制度（需提前預約），收費比照原公車票價收費。
- 2023年5月1日起，新增綠12-1線、綠12-2線、綠30線、綠30-1線小黃公車，分別由皇冠交通負責營運，採取固定班次及預約制度（需提前預約），收費比照原公車票價收費。
- 2024年10月7日起，綠14線、綠15線部分班次以計程車取代公車行駛，由台一大車隊負責營運，採取固定班次及預約制度（需提前預約），收費比照原公車票價收費。

#### 藍線
- 2013年4月1日開通，由興南客運負責營運，另有支線20條，總共21條路線。主要以安平工業區、臺南火車站、佳里站作為藍線之主要轉運站，藍幹線為全臺灣第二條可不停號誌燈的幹線公車路線，車頭及號誌燈目前已裝設感應系統，並於2016年啟用[13]，可在公車將抵達路口時變換號誌，類似於BRT公車，但沒有專屬路權。目前依照測試結果可以縮短5分鐘行車時間。目前運量已經超越綠幹線成為六大幹線中運量最大者，班次數與綠幹線相同（每日100班），但全班次皆行駛全程。
- 藍支線部分，主要分布於臺南市海線地區，另外還有安南區的土城子、海尾等地區。
- 2022年3月31日起，新增藍4線、藍14線、藍15線、藍26線、藍27線、藍28線小黃公車，由台一大車隊負責營運，採取固定班次及預約制度（需提前預約），收費比照原公車票價收費。
- 2023年4月10日起，新增藍29線小黃公車，由台一大車隊負責營運，採取固定班次及預約制度（需提前預約），收費比照原公車票價收費。
- 2024年12月9日起，藍25線以計程車取代公車行駛、新增藍30線小黃公車，由皇冠交通負責營運，採取固定班次及預約制度（需提前預約），收費比照原公車票價收費。

#### 棕線
- 2013年5月1日開通，由興南客運及新營客運聯合營運（班次以新營客運佔多數），另有支線8條（開通初期僅5條，2021年3月25日納入7407、7408、7410三條公路客運路線）及彈性公車1條，總共10條路線。主要以新營站、新營轉運站及佳里站為棕線之主要轉運站。棕幹線已於2017年完成車頭及號誌燈的感應系統裝設，可在公車將抵達路口時變換號誌，類似於BRT公車，但沒有專屬路權。
- 棕支線部分，除了棕幹線行經的地區（新營、鹽水、學甲、佳里）外，還有北門、麻豆及嘉義縣義竹、朴子、布袋。
- 2024年10月23日起，棕2線（部分班次）、棕3-1線以計程車取代公車行駛，由台一大車隊負責營運，採取固定班次及預約制度（需提前預約），收費比照原公車票價收費。

#### 橘線
- 2013年6月1日開通，由興南客運、漢程客運負責營運，橘幹線是六大幹線中唯一行經快速公路之幹線，另有支線12條（開通初期僅9條支線，2019年12月5日新增橘9支線，2022年4月20日新增橘13、橘14支線）及彈性公車2條，總共13條路線。主要以佳里站、麻豆轉運站、善化轉運站、玉井站為橘線之主要轉運站。橘幹線已於2017年完成車頭及號誌燈的感應系統裝設，可在公車將抵達路口時變換號誌，類似於BRT公車，但沒有專屬路權。
- 橘支線部分，除了橘幹線行經的地區（佳里、麻豆、善化、大內、玉井）外，還有西港、安定、和順、六甲、下營、官田、新市、永康、學甲、新營、高鐵嘉義站以及台南市區。
- 2021年12月28日起，新增橘21線小黃公車，由台一大車隊負責營運，採取固定班次及預約制度（需提前預約），收費比照原公車票價收費。
- 2022年4月26日起，新增橘6線小黃公車，由台一大車隊負責營運，採取固定班次及預約制度（需提前預約），收費比照原公車票價收費。
- 2024年11月11日起，橘10-1線以計程車取代公車行駛，由皇冠交通負責營運，採取固定班次及預約制度（需提前預約），收費比照原公車票價收費。

#### 黃線
- 2013年7月1日開通[14]，由興南客運及新營客運聯合營運（班次以新營客運佔多數），黃幹線是六大幹線中路線里程最長者。另有支線16條（開通初期僅14條支線，之後新增黃9支線，2017年8月18日再新增黃16支線）及彈性公車7條，總共24條路線。以麻豆轉運站、新營站、白河站為黃線之主要轉運站。黃幹線已於2017年完成車頭及號誌燈的感應系統裝設，可在公車將抵達路口時變換號誌，類似於BRT公車，但沒有專屬路權。
- 黃支線部分，除了黃幹線行經的地區（白河、後壁、新營、柳營、下營、麻豆）外，還有官田、六甲、東山、嘉義縣水上鄉、鹿草鄉、中埔鄉的三層崎以及高鐵嘉義站、故宮南院。
- 2019年1月18日起，黃14-1線、黃15線以計程車取代公車行駛，由台一大車隊負責營運，採取固定班次及預約制度（需提前預約），收費比照原公車票價收費。
- 2020年5月22日起，黃10-1線、黃12-1線以計程車取代公車行駛，由皇冠交通負責營運，採取固定班次及預約制度（需提前預約），收費比照原公車票價收費。
- 2023年2月13日起，新增黃10-2線小黃公車，由皇冠交通負責營運，採取固定班次及預約制度（需提前預約），收費比照原公車票價收費。
- 2023年3月25日起，黃2線（部分班次）以計程車取代公車行駛，並新增黃2-1線小黃公車，由台一大車隊負責營運，採取固定班次及預約制度（需提前預約），收費比照原公車票價收費。
- 2024年10月23日起，新增黃21線、黃22線小黃公車，由台一大車隊負責營運，採取固定班次及預約制度（需提前預約），收費比照原公車票價收費。
- 2024年11月11日起，黃5線、黃20線部分班次以計程車取代公車行駛，由皇冠交通負責營運，採取固定班次及預約制度（需提前預約），收費比照原公車票價收費。

#### 紅線
- 2013年8月1日開通，由興南客運負責營運，紅幹線是六大幹線中里程最短者，另有支線9條，假日公車2條，總共12條路線。以安平工業區、臺南火車站、關廟轉運站為主要轉運站，目前紅幹線為全臺灣第三條可不停號誌燈的幹線公車路線，車頭及號誌燈目前已裝設感應系統，並於2016年啟用，可在公車將抵達路口時變換號誌，類似於BRT公車，但沒有專屬路權。目前依照測試結果可以縮短10分鐘行車時間。
- 紅支線部分，分布於臺南市區、仁德、歸仁、關廟、永康、龍崎、高雄市阿蓮等地區。
- 2020年5月28日起，紅11線（早上8時後班次）、紅12線、紅13線（晚上8時半後班次）以計程車取代公車行駛，由皇冠交通負責營運，採取固定班次及預約制度（需提前預約），收費比照原公車票價收費。

### 市區公車
- 由府城客運、興南客運營運，行駛於中西區、東區、南區、北區、安平區、安南區、永康區、仁德區、歸仁區、高雄市茄萣區等人口密集區。
- 市區公車路線有：1、2、3、5、7、11、14、18、21、62、70左、70右（視為同一路），共計11條路線。
  - 1、14、21路皆以臺南火車站為端點。
  - 2、3、5、7、11、18路是以臺南火車站為中途轉乘點，兩端設頭尾站。
  - 62路為原高鐵快捷公車奇美線，起點為奇美醫院，終點為高鐵台南站，由興南客運營運。
  - 70左、70右為中華環線，以永華市政中心（府前路）為起訖點，行經臺南後火車站，全線以電動公車營運，由興南客運營運。
- 交通局在2013年，六大幹支線公車上路之後，統一市區公車的CIS，候車亭、車輛和站牌改以芋紫色為基調，並更換原有的綠色站牌。
- 交通局於2021年辦理市區公車路網重整計畫，除了保留部份市區公車路線改稱生活公車外，新增為貫穿市區幹道的都會公車（編碼：1XX）以及深入新興社區/重劃區的厝邊公車（編碼：9XX）；路線將於2025年分批上線營運。[15]

#### 生活公車
- 由統聯客運、巨業交通營運，目前有0左、0右（視為同一路）、6、9、10、15、19、20、32、77路，共計9條路線。其餘路線預計2025年分批陸續通車。
- 0左、0右以臺南火車站為端點，採環狀線模式營運，行經花園夜市、永華市政中心、臺南棒球場、大東夜市、成大醫院。
- 6路起點由仁德轉運站出發，行經臺南火車站、永華市政中心、新興國宅，終點為龍崗國小。
- 9路、10路起點皆由臺南轉運站出發，分別行經臺南火車站、新吉工業區、永華市政中心、海東國小、臺南科工區等地，9路終點為東溪埔寮福安宮、10路終點為鹿耳門天后宮。10路採二段票收費，分段點：海東國小。
- 15路為外環線，起點由臺南市立圖書館出發，行經南臺科大、奇美醫院、南紡購物中心，終點為大成路口。
- 19路起點由原住民文化會館出發，分別串聯永華市政中心、臺南火車站，終點為大灣高中。
- 20路起點由仁德轉運站出發，行經南紡購物中心、大灣、永康火車站、鹽行，終點為安南醫院。
- 32路起點由原住民文化會館出發，行經南區區公所、喜樹、灣裡等住宅區，終點為高鐵台南站。本路線採二段票收費，分段點：同興。
- 77路則是第一條市區橫貫路線，起點為原住民文化會館，行經臺南後火車站、南紡購物中心，終點為仁德轉運站。

#### 厝邊公車
- 由府城客運、統聯客運、巨業交通營運，目前有901、902、904、905路，共計4條路線，以一段票收費。其餘路線預計2025年分批陸續通車。
  - 901、902路皆由府城汽車客運公司為起訖點，分別串聯起臺南市立圖書館、奇美醫院、海佃國中、九份子地區、東橋地區、復華里、平實營區、大鵬新城、成大醫院、後火車站等地，除了解決舊有公車路線繞駛班次少、部分新興重劃區未有公車班次經過問題外，並增加行經醫療院所、交通節點以提升便利性。
  - 904路、905路皆由永康臨時轉運站為起訖點，分別串聯起和順轉運站、亞太國際棒球訓練中心、安南醫院、安順地區、農產品批發市場、台江文化中心、安南區公所、安南國中、海東國小、土城高中、南興里、公親里、十二佃、土城子等地，終點站分別為為鹿耳門天后宮、聖母廟（城安路）。904路部分班次延駛四草，提供安南區、安定區民眾東西向就醫及通勤需求。

### 觀光公車
- 由府城客運、興南客運、新營客運、漢程客運行駛。
- 觀光公車共有33、61、98、111、168、菱波官田線、東山咖啡線、梅嶺線共8條台灣好行路線。
  - 33路由高鐵嘉義站出發，經菁寮、後壁火車站、白河轉運站、仙草埔等地，終點為關子嶺，每日行駛12往返（每週三停駛）。
  - 61路由新營站出發，經新營轉運站、鹽水、高跟鞋教堂、布袋商港、南鯤鯓代天府、水晶教堂、北門遊客中心、七股鹽山等地，終點為臺灣鹽博物館，每日行駛6往返（4往返為南鯤鯓代天府至臺灣鹽博物館區間車）。
  - 98路由臺南轉運站出發，經臺南車站後繞行臺南市區各古蹟景點，再由觀夕平台續經四草抵達終點七股鹽山，每日行駛共14往返（包含行駛至觀夕平台區間車）。每年11月至隔年4月另開行賞鳥季公車，由七股鹽山開往黑面琵鷺賞鳥亭，共8往返。
  - 111路由小西門（西門路）發車，途徑臺南轉運站及市區內的主要飯店，終點站為高雄國際航空站，此路線停靠站少，可供國內外旅客於90分鐘內快速地往返台南市區及小港機場，每日共8往返班次。
  - 168路由新市火車站出發，經中信科技大學、新化老街、新化站、新化果菜市場、虎頭埤風景區、興大林場、南屏農場，終點為大坑休閒農場，每日行駛14往返。
  - 菱波官田線由新營站出發，經尖山埤渡假村、烏山頭水庫、官田遊客中心、隆田火車站、臺南水道博物館、善化啤酒廠等地，終點止於善化轉運站，每日行駛10往返（每週三停駛）。
  - 東山咖啡線由關子嶺勞工育樂中心出發，沿途行駛175東山咖啡公路，終點站為橫路休息站，每日行駛14往返。
  - 梅嶺線由玉井站出發，經江家古厝、楠西，終點站為梅嶺，全線與綠22支線相同路線及停靠站，假日行駛18往返。
  - 33、61、168路、菱波官田線、東山咖啡線、梅嶺線採里程計費，與幹支線公車同享基本票價免費優惠，並適用轉乘優惠。
  - 98路全程為2段票，每段次18元，跨越分段點加收1段（於緩衝區下車則以一段票收費），分段點為觀夕平台，緩衝區則為觀夕平台至四草野生動物保護區之間；另可攜帶一般自行車或摺疊式自行車搭乘。
  - 111路採固定票價收費，全票300元、半票150元，不適用TPASS行政院通勤月票、大台南公車任何票價及轉乘優惠，往高雄國際航空站僅能上車、往台南市區方向則僅能下車。

### 雙層
- 由府城客運行駛，共1條路線。
- 雙層路線起訖點為臺南火車站（北站）發車，採環狀線路線，於2018年2月10日上路營運，例假日行駛。
- 24小時票全票300元、優惠票150元，48小時票全票500元、優惠票250元，於票卷有效期限內轉乘大台南公車各路線享免費搭乘優待。2020年1月20日至2022年6月30日購票價5折優惠。
- 持台南市民卡（24小時票）搭乘為99元。
- 自2023年3月7日起平日停駛，例假日行駛(含國定假日，不含補班日)。
- 路線經赤崁樓、神農街、安平漁人碼頭、億載金城、小西門、孔廟。

### 高鐵快捷公車
- 由漢程客運行駛，共有H31一條路線。（原由興南客運營運）
  - H31：永華市政中心（府前路）－高鐵台南站
- 2021年9月1日起開放短程乘客付費搭乘路線，全線兩段票收費。
  - 一段票全票18元、半票9元，二段票全票36元、半票18元。H31分段點：奇美博物館。
- 2022年6月15日起高鐵乘客持有相關票根免費搭乘（不用刷卡），其餘乘客依現有制度上下車刷卡收費。
  - 高鐵快捷公車路線不適用大台南公車任何票價及轉乘優惠（社福卡和敬老卡搭乘高鐵快捷公車則以半價扣款）

## 轉運站

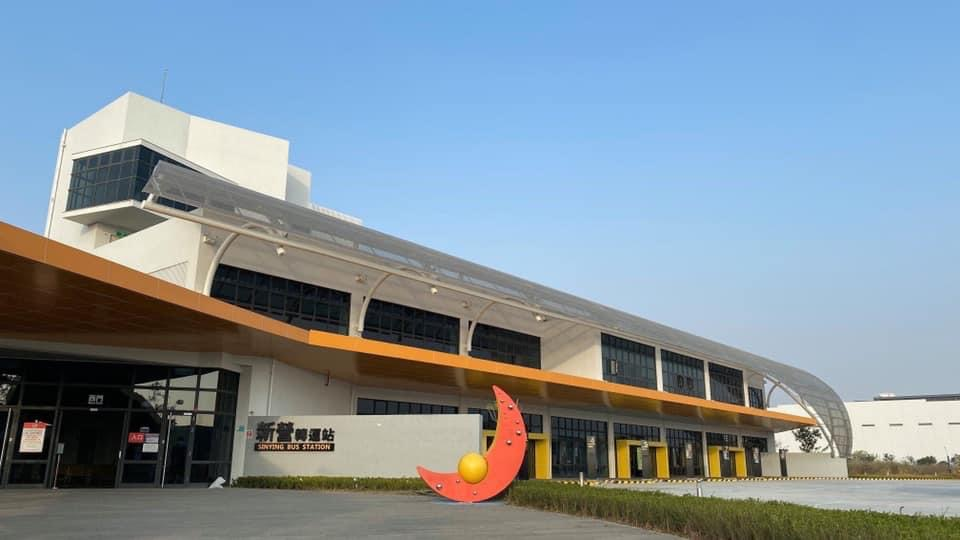
新營綜合轉運站大樓

臺南市政府交通局規劃了16處公車轉運站，包含臺南市政府自行辦理的4處（保安、善化、麻豆、關廟）、補助客運業者改善的5處（新營站前、新化、玉井、佳里、白河）、按《促進民間參與公共建設法》進行開發的7處（安億、臺南、平實、和順、民生、仁德、新營綜合）。2014年12月，補助客運業者改善，全部皆已完成改善工程並重新啟用。2016年5月，臺南市政府自行辦理的4處公車轉運站（保安轉運站、善化轉運站、麻豆轉運站、關廟轉運站）全部皆已完工且啟用。2020年1月首個以OT模式經營的臺南轉運站正式啟用，2021年1月新營綜合轉運站正式啟用，2025年4月15日和順轉運站正式啟用。

### 臺南火車站南、北站
大臺南公車行經臺南火車站時，會因行經方向與路線不同而分別於臺南火車站公車北站與臺南火車站公車南站兩站停靠。在臺南鐵路地下化工程完成並啟用後，公車站及鄰近之各客運站將會遷入臺南車站。
- 臺南火車站（北站）

| 路線              | 起站                           | 行經                                   | 迄站                       |
| ----------------- | ------------------------------ | -------------------------------------- | -------------------------- |
| 0左               | 臺南火車站（北站）             | 花園夜市、台南棒球場、體育公園         | 臺南火車站（北站）         |
| 2                 | 崑山科大                       | 安平                                   | 白鷺灣社區／四草／三鯤鯓   |
| 3                 | 復興國中／全福新城／德高國小   | 赤崁樓                                 | 海東國小                   |
| 5                 | 和順轉運站                     | 永康臨時轉運站、赤崁樓、成大醫院       | 市立醫院／大甲里           |
| 6                 | 仁德轉運站                     | 南紡購物中心、新興國宅                 | 龍崗國小                   |
| 7                 | 台糖安南學苑                   | 台南火車站                             | 公園北路                   |
| 9                 | 東溪埔寮福安宮                 | 新吉工業區、臺南火車站                 | 臺南轉運站                 |
| 10                | 鹿耳門天后宮                   | 海東國小、永華市政中心                 | 臺南轉運站                 |
| 11                | 城西里                         | 花園夜市                               | 大成路口                   |
| 11區間車          | 城西里                         | 花園夜市                               | 台南火車站                 |
| 18                | 和順轉運站                     | 安南醫院、臺南火車站                   | 西門健康立體停車場／國民路 |
| 19                | 大灣高中                       | 臺南火車站                             | 原住民文化會館／台南海事   |
| 98                | 七股鹽山                       | 安平                                   | 臺南轉運站                 |
| 98區間車          | 觀夕平台                       | 安平                                   | 臺南轉運站                 |
| 雙層巴士          | 臺南火車站（北站）             | 安平漁人碼頭、億載金城、小西門、孔廟   | 臺南火車站（北站）         |
| 綠幹線            | 臺南轉運站                     | 臺南火車站、新化                       | 玉井                       |
| 綠幹線 區間車(西) | 臺南轉運站                     | 臺南火車站                             | 新化                       |
| 綠12區間車(1)     | 臺南轉運站／新化               | 左鎮                                   | 南化國中                   |
| 綠17              | 安平工業區                     | 臺南火車站                             | 新化                       |
| 藍幹線            | 安平工業區                     | 臺南火車站、西港                       | 佳里                       |
| 橘3               | 臺南轉運站                     | 安定、和順                             | 善化轉運站                 |
| 橘11              | 臺南轉運站                     | 麻豆轉運站、西港、和順                 | 下營區公所                 |
| 橘11-1            | 臺南轉運站                     | 和順、西港                             | 麻豆轉運站／下營區公所     |
| 橘12              | 臺南轉運站                     | 善化轉運站、新市火車站、臺南火車站     | 麻豆轉運站                 |
| 紅幹線            | 安平工業區                     | 臺南火車站、仁德、歸仁                 | 關廟轉運站／龍崎           |
| 紅1               | 臺南轉運站                     | 後甲、太子廟、歸仁                     | 關廟轉運站                 |
| 紅2               | 西門健康立體停車場／臺南轉運站 | 大灣、仁德、上崙子、歸仁               | 關廟轉運站                 |
| 紅3               | 臺南轉運站                     | 臺南機場、保安轉運站、高鐵台南站、歸仁 | 關廟轉運站                 |
| 紅4               | 臺南轉運站                     | 中華醫事科技大學                       | 奇美博物館                 |

- 臺南火車站（南站）

| 路線              | 起站                       | 行經                                   | 迄站                           |
| ----------------- | -------------------------- | -------------------------------------- | ------------------------------ |
| 0右               | 臺南火車站（南站）         | 花園夜市、台南棒球場、體育公園         | 臺南火車站（南站）             |
| 1                 | 台南火車站（南站）         | 新光三越                               | 成功橋／崎漏電信局             |
| 2                 | 白鷺灣社區／四草／三鯤鯓   | 安平                                   | 崑山科大                       |
| 3                 | 海東國小                   | 赤崁樓                                 | 德高國小／全福新城／復興國中   |
| 5                 | 市立醫院／大甲里           | 赤崁樓、成大醫院、永康臨時轉運站       | 和順轉運站                     |
| 6                 | 龍崗國小                   | 新興國宅、南紡購物中心                 | 仁德轉運站                     |
| 7                 | 公園北路                   | 台南火車站                             | 台糖安南學苑                   |
| 9                 | 臺南轉運站                 | 臺南火車站、新吉工業區                 | 東溪埔寮福安宮                 |
| 10                | 臺南轉運站                 | 海東國小、臺南科工區                   | 鹿耳門天后宮                   |
| 11                | 下鯤鯓／大成路口           | 花園夜市                               | 城西里                         |
| 14                | 台南火車站（南站）         | 永華市政中心                           | 慈濟高中                       |
| 18                | 國民路／西門健康立體停車場 | 臺南火車站、安南醫院                   | 和順轉運站                     |
| 19                | 台南海事／原住民文化會館   | 臺南火車站                             | 大灣高中                       |
| 21                | 台南火車站（南站）         | 南台科技大學                           | 永康休閒育樂中心               |
| 98                | 臺南轉運站                 | 安平                                   | 七股鹽山                       |
| 98區間車          | 臺南轉運站                 | 安平                                   | 觀夕平台                       |
| 綠幹線            | 玉井                       | 新化、臺南火車站                       | 臺南轉運站                     |
| 綠幹線 區間車(西) | 新化                       | 臺南火車站                             | 臺南轉運站                     |
| 綠12區間車(1)     | 南化國中                   | 左鎮                                   | 新化／臺南轉運站               |
| 綠17              | 新化                       | 臺南火車站                             | 安平工業區                     |
| 藍幹線            | 佳里                       | 臺南火車站、西港                       | 安平工業區                     |
| 橘3               | 善化轉運站                 | 安定、和順                             | 臺南轉運站                     |
| 橘11              | 下營區公所                 | 麻豆轉運站、西港、和順                 | 臺南轉運站                     |
| 橘11-1            | 下營區公所／麻豆轉運站     | 西港、和順                             | 臺南轉運站                     |
| 橘12              | 麻豆轉運站                 | 善化轉運站、新市火車站、臺南火車站     | 臺南轉運站                     |
| 紅幹線            | 龍崎／關廟轉運站           | 歸仁、仁德、臺南火車站                 | 安平工業區                     |
| 紅1               | 關廟轉運站                 | 歸仁、太子廟、後甲                     | 臺南轉運站                     |
| 紅2               | 關廟轉運站                 | 歸仁、上崙子、仁德、大灣               | 臺南轉運站／西門健康立體停車場 |
| 紅3               | 關廟轉運站                 | 歸仁、高鐵台南站、保安轉運站、臺南機場 | 臺南轉運站                     |
| 紅4               | 奇美博物館                 | 中華醫事科技大學                       | 臺南轉運站                     |

### 臺南轉運站
臺南轉運站是臺南市政府規劃的市公車及國道客運之轉運站，位於臺南市北區公園路291號（鄰近臺南公園、321巷藝術聚落），臺南市政府規劃並以OT模式營運的公車轉運站，由鼎漢國際工程顧問有限公司負責營運，於2019年12月25日8時起試營運，2020年1月6日啟用。
| 路線              | 起站               | 行經                                 | 迄站               | 備註                                                                                         |
| ----------------- | ------------------ | ------------------------------------ | ------------------ | -------------------------------------------------------------------------------------------- |
| 0左               | 臺南火車站（北站） |                                      | 臺南火車站（北站） | - 逆時針循環線（先經公園路）。                                                               |
| 0右               | 臺南火車站（南站） |                                      | 臺南火車站（南站） | - 順時針循環線（先經小東路）。                                                               |
| 9                 | 臺南轉運站         | 臺南火車站、新吉工業區               | 東溪埔寮福安宮     | - 九人座小巴班次繞駛公親里。                                                                 |
| 10                | 臺南轉運站         | 永華市政中心、海東國小               | 鹿耳門天后宮       |                                                                                              |
| 18                | 西門健康立體停車場 | 臺南火車站、安南醫院                 | 和順轉運站         | - 部分班次延駛至國民路。 - 部分班次繞駛北安路。                                              |
| 21                | 臺南火車站         | 南台科技大學、鹽行、蔦松             | 永康休閒育樂中心   | - 九人座小巴班次繞駛奇美醫院。                                                               |
| 98                | 臺南轉運站         | 赤崁樓、安平、四草                   | 七股鹽山           |                                                                                              |
| 98區間車          | 臺南轉運站         | 赤崁樓、安平                         | 觀夕平台           |                                                                                              |
| 111               | 小西門（西門路）   | 臺南轉運站、香格里拉飯店、巴克禮公園 | 高雄國際航空站     |                                                                                              |
| 綠幹線            | 臺南轉運站         | 永康、新化、左鎮                     | 玉井               |                                                                                              |
| 綠幹線 區間車(西) | 臺南轉運站         | 永康                                 | 新化               |                                                                                              |
| 綠12區間車(1)     | 新化               | 左鎮                                 | 南化國中           | - 部分班次延駛至臺南轉運站。                                                                 |
| 藍幹線            | 安平工業區         | 安順、和順、西港                     | 佳里               |                                                                                              |
| 橘3               | 善化轉運站         | 安定、和順                           | 和順轉運站         | - 部分班次延駛至臺南轉運站，不經和順轉運站。                                                 |
| 橘11              | 麻豆轉運站         |                                      | 西港               | - 部分班次延駛至下營區公所、安南醫院。 - 部分班次延駛至臺南轉運站，不經安南醫院。            |
| 橘11-1            | 麻豆轉運站         | 西港、和順                           | 臺南轉運站         | - 跳蛙公車，僅停靠部分站點。 - 部分班次延駛至下營區公所。 - 部分班次繞駛成大醫院（勝利路）。 |
| 橘12              | 麻豆轉運站         | 善化轉運站、新市車站                 | 臺南轉運站         |                                                                                              |
| 橘13              | 臺南轉運站         | 平實轉運站                           | 麻豆轉運站         |                                                                                              |
| 紅1               | 臺南轉運站         | 太子廟、歸仁                         | 關廟轉運站         |                                                                                              |
| 紅2               | 臺南轉運站         | 後壁厝、上崙子                       | 關廟轉運站         | - 首班車延駛至西門健康立體停車場。 - 07:05西門健康立體停車場發車班次繞駛中華醫事科技大學。   |
| 紅3               | 臺南轉運站         | 臺南機場、高鐵台南站                 | 關廟轉運站         | - 部分班次繞駛文賢德成路口、長榮大學。                                                       |
| 紅4               | 臺南轉運站         | 後壁厝、中華醫事科技大學             | 奇美博物館（後門） |                                                                                              |

### 和順轉運站
和順轉運站是位於臺南市安南區的地區型交通轉運中心，集結市區公車停靠站、捷運站、商辦大樓等不同類型設施的複合式交通轉運設施，於2021年6月動工，2024年11月1日完工，於2025年1月15日試營運，同年4月15日開幕啟用，由府城客運取得營運權。
| 路線 | 起站               | 行經                             | 迄站                              | 備註                                            |
| ---- | ------------------ | -------------------------------- | --------------------------------- | ----------------------------------------------- |
| 5    | 和順轉運站         | 永康臨時轉運站、成大醫院、赤崁樓 | 市立醫院 - 部分班次延駛至大甲里。 |                                                 |
| 18   | 西門健康立體停車場 | 臺南火車站、安南醫院             | 和順轉運站                        | - 部分班次延駛至國民路。 - 部分班次繞駛北安路。 |
| 20   | 仁德轉運站         | 崑山科大、永康火車站             | 安南醫院                          |                                                 |
| 904  | 永康臨時轉運站     | 安南醫院、海東國小               | 鹿耳門天后宮                      | - 部分班次延駛至四草。                          |
| 905  | 永康臨時轉運站     | 安南醫院、十二佃                 | 聖母廟（城安路）                  |                                                 |
| 橘3  | 善化轉運站         | 安定、和順                       | 和順轉運站                        | - 部分班次延駛至臺南轉運站，不經和順轉運站。    |

### 興南客運新化站
興南客運新化站是臺南市政府規劃的公車轉運站，位於臺南市新化區中山路211號（鄰近學校、教會、老街及市集等），經臺南市政府補助興南客運進行改善工程，於2014年2月22日重新啟用。
| 路線              | 起站       | 行經                             | 迄站         | 備註 |
| ----------------- | ---------- | -------------------------------- | ------------ | --- |
| 168               | 新市火車站 | 新化、虎頭埤風景區               | 大坑休閒農場 | - 台灣好行虎埤老街線。 |
| 綠幹線            | 臺南轉運站 | 臺南火車站、新化                 | 玉井         | |
| 綠幹線 區間車(西) | 臺南轉運站 | 臺南火車站                       | 新化         | |
| 綠幹線 區間車(東) | 新化       |                                  | 玉井         | |
| 綠1               | 新化       | 新市火車站、南科商場             | 善化轉運站   | |
| 綠2               | 新化       | 新市火車站、南科實中             | 山上市場     | |
| 綠3               | 新化       | 新市火車站、樹谷園區             | 善化轉運站   | |
| 綠4               | 新化       | 新市火車站、南科火車站、陽光電城 | 善化轉運站   | |
| 綠6               | 新化       | 新市火車站、潭頂                 | 大社         | |
| 綠7               | 新化       | 新市火車站、大營                 | 大社         | |
| 綠7區間車         | 新化       |                                  | 新市火車站   | |
| 綠10              | 新化       | 那拔林、山上                     | 明和里       | |
| 綠11              | 新化       | 山上                             | 善化轉運站   | |
| 綠12              | 新化       | 南化                             | 玉山         | |
| 綠12區間車(1)     | 新化       |                                  | 南化國中     | - 部分班次延駛至臺南轉運站。                                                                                                 |
| 綠13              | 新化       | 岡林                             | 左鎮果菜市場 | |
| 綠13區間車        | 新化       |                                  | 慈蓮寺       | - 例假日停駛。 |
| 綠14              | 新化       | 三十六崙                         | 九層嶺       | - 8班次使用小黃公車營運。 |
| 綠15              | 新化       | 知義營房                         | 五甲勢       | - 6班次使用小黃公車營運。 |
| 綠16              | 新化       | 關廟轉運站                       | 關廟國中     | - 首班車延駛至歸仁區公所(中正北路)（經新豐高中）。 - 部分班次延駛至高鐵台南站。 - 部分班次繞駛統一花園（不經新化體育公園）。 |
| 綠17              | 安平工業區 | 臺南火車站、大灣                 | 新化         | - 每週二、五部分班次繞駛安平港旅客服務中心。                                                                                 |

### 興南客運玉井站
興南客運玉井站是臺南市政府規劃的公車轉運站，位於臺南市玉井區中正路54號（鄰近糖廠、市集等），經臺南市政府補助興南客運進行改善工程，於2014年2月22日重新啟用，其維修廠位於三和里（南185鄉道上）。
| 路線              | 起站       | 行經                   | 迄站       | 備註 |
| ----------------- | ---------- | ---------------------- | ---------- | --- |
| 綠幹線            | 臺南轉運站 | 臺南火車站、新化       | 玉井       | |
| 綠幹線 區間車(東) | 新化       |                        | 玉井       | |
| 綠20              | 玉井       | 楠西                   | 永興吊橋   | - 8班次使用小黃公車營運（經鳳興）。                                                                               |
| 綠20-1            | 玉井       |                        | 虎頭山     | - 全線使用小黃公車營運，採預約制發車。                                                                            |
| 綠21              | 玉井       |                        | 龜丹油礦   | - 全線使用小黃公車營運。                                                                                          |
| 綠22              | 玉井       | 楠西                   | 梅嶺       | - 例假日停駛。 |
| 梅嶺線            | 玉井       | 楠西                   | 梅嶺       | - 例假日行駛，台灣好行梅嶺線。                                                                                    |
| 綠23              | 玉井       | 楠西                   | 雙溪新社區 | |
| 綠24              | 玉井       | 楠西                   | 曾文管理局 | - 部分班次延駛至曾文水庫觀景樓。 - 07:20玉井站發車班次繞駛南區水資源局。 - 延駛至觀景樓時橫跨嘉義縣、臺南市兩地。 |
| 綠25              | 玉井       | 楠西                   | 大埔       | - 本路線橫跨嘉義縣、臺南市兩地。                                                                                  |
| 綠26              | 玉井       | 北寮                   | 甲仙       | - 06:35甲仙發車班次繞駛玉井區體育公園。 - 本路線橫跨高雄市、臺南市兩地。                                          |
| 綠27              | 玉井       | 南化                   | 茄苳橋     | - 06:15玉井站發車班次繞駛羌黃坑。 - 部分班次繞駛玉井區體育公園。                                                  |
| 綠27區間車        | 玉井       |                        | 南化區公所 | - 17:15南化區公所發車班次繞駛羌黃坑。                                                                             |
| 綠29              | 玉井       | 南化、關山里           | 木瓜坑     | - 全線使用小黃公車營運。                                                                                          |
| 綠31              | 玉井       | 口豐、內豐             | 竹湖       | - 全線使用小黃公車營運。                                                                                          |
| 綠32              | 玉井       | 新庄、望明             | 石牌清水寺 | - 全線使用小黃公車營運。                                                                                          |
| 橘幹線            | 佳里       | 善化轉運站、麻豆轉運站 | 玉井       | |
| 橘20              | 大內       | 環湖                   | 玉井       | |
| 橘21              | 玉井       | 其子瓦、二溪           | 大內區公所 | - 全線使用小黃公車營運。                                                                                          |

### 興南客運佳里站
興南客運佳里站是臺南市政府規劃的公車轉運站，位於臺南市佳里區文化路198號，經臺南市政府補助興南客運進行改善工程，於2014年11月13日重新啟用。
| 路線       | 起站       | 行經                         | 迄站           | 備註                                   |
| ---------- | ---------- | ---------------------------- | -------------- | -------------------------------------- |
| 藍幹線     | 安平工業區 | 臺南火車站、西港             | 佳里           |                                        |
| 藍1        | 佳里       | 苓仔寮、學甲、西埔內         | 南鯤鯓         |                                        |
| 藍2        | 佳里       | 佳里興、學甲、北門           | 南鯤鯓         | - 部分班次繞駛井仔腳、蘆竹溝。         |
| 藍3        | 佳里       | 佳里興、學甲                 | 蘆竹溝         |                                        |
| 藍3區間車  | 佳里       | 佳里興                       | 學甲           | - 佳里站05:25發車，於學甲05:40折返。   |
| 藍10       | 佳里       | 苓仔寮、將軍、馬沙溝         | 將軍漁港       | - 部分班次繞駛中社。                   |
| 藍10區間車 | 佳里       | 苓仔寮、將軍                 | 馬沙溝         |                                        |
| 藍11       | 佳里       | 城子內                       | 青鯤鯓         |                                        |
| 藍13       | 佳里       | 城子內                       | 西寮           |                                        |
| 藍15       | 漚汪       | 角帶圍、後港                 | 佳里           | - 全線使用小黃公車營運。               |
| 藍20       | 佳里       | 七股、鹽山、青鯤鯓           | 馬沙溝遊憩區   |                                        |
| 藍21       | 佳里       | 義合                         | 九塊厝         |                                        |
| 藍22       | 佳里       | 竹橋、七十二份               | 九塊厝         |                                        |
| 藍25       | 佳里       | 七股、土城子                 | 南臺灣創新園區 | - 全線使用小黃公車營運，採預約制發車。 |
| 藍26       | 佳里       | 下廍                         | 篤加里         | - 全線使用小黃公車營運。               |
| 藍27       | 佳里       | 港墘、看坪、十一份           | 溪南里保龍宮   | - 全線使用小黃公車營運。               |
| 藍28       | 佳里       | 看坪、樹林、三百廿萬         | 佳里榮民之家   | - 全線使用小黃公車營運。               |
| 藍29       | 西港       | 東竹林、金砂里               | 奇美佳里分院   | - 全線使用小黃公車營運。               |
| 藍30       | 西港       | 南海、大塭寮                 | 佳里           | - 全線使用小黃公車營運。               |
| 棕幹線     | 新營       | 新營轉運站、鹽水、學甲       | 佳里           | - 部分班次行經飯店（不經大埔）。       |
| 橘幹線     | 佳里       | 麻豆轉運站、善化轉運站、大內 | 玉井           |                                        |
| 橘9        | 佳里       | 佳里興、學甲、新營轉運站     | 高鐵嘉義站     | - 本路線橫跨嘉義縣、臺南市兩地。       |
| 橘9-1      | 佳里       | 麻豆轉運站、新營轉運站       | 高鐵嘉義站     | - 本路線橫跨嘉義縣、臺南市兩地。       |

### 新營客運新營總站
新營客運新營總站是臺南市政府規劃的公車轉運站，與新營車站隔著站前圓環相對，經臺南市政府補助新營客運進行改善工程，於2013年8月29日重新啟用。
| 路線              | 起站 | 行經                                                          | 迄站             | 備註 |
| ----------------- | ---- | ------------------------------------------------------------- | ---------------- | --- |
| 菱波官田線        | 新營 | 尖山埤渡假村、烏山頭水庫、官田遊客中心 隆田火車站、善化啤酒廠 | 善化轉運站       | - 每週三停駛，台灣好行菱波官田線。 |
| 61                | 新營 | 新營轉運站、鹽水、高跟鞋教堂 水晶教堂、北門遊客中心、七股鹽山 | 臺灣鹽博物館     | - 台灣好行西濱快線。 - 本路線橫跨嘉義縣、臺南市兩地。 - 新營站10:20發車，於臺灣鹽博物館16:40折返。                                      |
| 棕幹線            | 新營 | 新營轉運站、鹽水、學甲                                        | 佳里             | - 部分班次行經飯店（不經大埔）。 |
| 棕幹線 區間車(1)  | 新營 | 新營轉運站                                                    | 鹽水             | - 燈節期間加開區間車班次往返。（僅行駛至橋南老街即折返）                                                                                |
| 棕幹線 區間車(2)  | 新營 | 新營轉運站、鹽水                                              | 大埔路口         | - 新營站05:45開車，大埔路口06:15折返。                                                                                                  |
| 棕幹線 區間車(3)  | 新營 | 新營轉運站、鹽水、飯店                                        | 學甲區公所       | |
| 棕1               | 新營 | 新營轉運站、鹽水                                              | 雙春             | - 除5:50雙春發車班次，其餘班次皆延駛雙春濱海遊憩區。 - 部分班次延駛至北門國中（不經雙春）。                                             |
| 棕2               | 新營 | 新營轉運站、鹽水                                              | 下中             | - 部分班次繞駛鹽水上帝廟。 - 4班次使用小黃公車營運。                                                                                    |
| 棕3               | 新營 | 新營轉運站、鹽水                                              | 坔頭港里         | |
| 棕3-1             | 新營 | 太子宮                                                        | 鐵線里           | - 全線使用小黃公車營運。 |
| 棕4               | 新營 | 新營轉運站、鹽水、義竹、牛挑灣                                | 朴子轉運站       | - 本路線橫跨嘉義縣、臺南市兩地。 |
| 棕5               | 新營 | 護鎮里、新營轉運站、鹽水分駐所、義竹、南鯤鯓                  | 好美里           | - 本路線橫跨嘉義縣、臺南市兩地。 |
| 棕6               | 新營 | 新營轉運站、鹽水、義竹、前東港                                | 布袋遊客中心     | - 每年4~9月部分班次延駛至布袋商港。 - 本路線橫跨嘉義縣、臺南市兩地。                                                                    |
| 黃幹線            | 白河 | 新營、柳營、下營                                              | 麻豆轉運站       | - 部分班次繞駛白河商工。 |
| 黃幹線 區間車(北) | 白河 |                                                               | 新營             | - 07:05白河站發車班次延駛柳營奇美醫院。                                                                                                 |
| 黃幹線 區間車(南) | 新營 |                                                               | 麻豆轉運站       | |
| 黃1               | 新營 | 林鳳營火車站、柳營                                            | 六甲             | - 部分班次延駛新營轉運站、國立臺南藝術大學。                                                                                            |
| 黃2               | 新營 | 柳營、六甲、林鳳營火車站                                      | 王爺宮           | - 部分班次延駛西口小瑞士。 |
| 黃3               | 新營 | 柳營、二重溪                                                  | 果毅後           | - 部分班次繞駛柳營科工區。 - 部分班次延駛新營轉運站、德元埤荷蘭村。                                                                     |
| 黃4               | 新營 | 二重溪                                                        | 六甲             | - 部分班次延駛新營轉運站。 - 除06:00六甲發車班次，其餘班次繞駛柳營奇美醫院。                                                            |
| 黃5               | 新營 | 柳營火車站、紅毛厝、下營                                      | 曾文市政願景園區 | |
| 黃5區間車         | 新營 | 柳營火車站、紅毛厝                                            | 下營廟前         | - 全線使用小黃公車營運。 |
| 黃6               | 新營 | 菁寮、白沙屯                                                  | 後壁火車站       | - 部分班次延駛新營轉運站。 - 返程班次自後壁區公所發車。                                                                                 |
| 黃6區間車         | 新營 | 菁寮                                                          | 白沙屯           | |
| 黃7               | 新營 | 東山                                                          | 青山             | - 部分班次延駛新營轉運站、仙公廟。 |
| 黃7區間車         | 新營 |                                                               | 東山             | - 05:50新營站發車班次不經枋子林。 - 部分班次延駛新營轉運站。 - 部分班次繞駛水雲里。                                                     |
| 黃9               | 新營 | 後壁火車站、南靖火車站                                        | 高鐵嘉義站       | - 臺南市政府民治中心站僅週一～週五6:00～18:30停靠。 - 本路線橫跨嘉義縣、臺南市兩地。 - 每週二至週日新營站8:00~17:00班次延駛至故宮南院。 |
| 黃12              | 白河 |                                                               | 關子嶺           | - 部分班次延駛新營站。 |
| 黃21              | 新營 | 竹新里、菁寮                                                  | 白沙屯           | - 全線使用小黃公車營運。 - 例假日全線採預約制發車。                                                                                     |
| 黃22              | 新營 | 土庫、許秀才                                                  | 東山區衛生所     | - 全線使用小黃公車營運。 |

### 白河轉運站 （新營客運白河站）
白河轉運站是一座位於臺南市白河區中山路上的大臺南公車轉運站。於2015年5月22日啟用。原為新營客運白河站，經由市府補助經費重新興建而成。
| 路線              | 起站       | 行經                           | 迄站             | 備註                                                               |
| ----------------- | ---------- | ------------------------------ | ---------------- | ------------------------------------------------------------------ |
| 33                | 高鐵嘉義站 | 菁寮、後壁火車站、白河、仙草埔 | 嶺頂旅遊資訊站   | - 每週三停駛，台灣好行關子嶺線。 - 本路線橫跨嘉義縣、臺南市兩地。  |
| 黃幹線            | 白河       | 新營、柳營、下營               | 麻豆轉運站       | - 部分班次繞駛白河商工。                                           |
| 黃幹線 區間車(北) | 白河       |                                | 新營             | - 07:05白河站發車班次延駛柳營奇美醫院。                            |
| 黃6-1             | 白河       | 土溝、後壁                     | 菁寮             | - 農村樂活公車，例假日行駛。                                       |
| 黃10              | 後壁泰安宮 | 後壁火車站、白河               | 六重溪鎮安宮     | - 部分班次繞駛白河國中。                                           |
| 黃10區間車(東)    | 白河       |                                | 六重溪鎮安宮     | - 17:00班次自白河國中發車。                                        |
| 黃10區間車(西)    | 後壁泰安宮 |                                | 白河             |                                                                    |
| 黃10-1            | 白河       | 六重溪鎮安宮                   | 檳榔腳、石牌部落 | - 全線使用小黃公車營運。                                           |
| 黃10-2            | 白河       | 西勢尾                         | 莿桐崎土地公廟   | - 全線使用小黃公車營運。                                           |
| 黃11              | 白河       | 東山                           | 青山             | - 部分班次延駛白河商工。 - 部分班次繞駛宅子內。                    |
| 黃11-1            | 白河       | 東山                           | 李子園           | - 勵學公車。                                                       |
| 黃11-2            | 白河       | 東山、南勢里                   | 橫路休息站       | - 部分班次繞駛前雙溪（不經大洋）。                                 |
| 黃12              | 白河       |                                | 關子嶺           | - 部分班次延駛新營站。                                             |
| 黃12-1            | 白河       | 虎山里                         | 大仙寺           | - 全線使用小黃公車營運。                                           |
| 黃13              | 白河       | 關子嶺                         | 南寮             | - 部分班次延駛白河國中、仙公廟。                                   |
| 黃14              | 白河       |                                | 三層崎           | - 本路線橫跨嘉義縣、台南市兩地。                                   |
| 黃14區間車        | 白河       |                                | 林子內教會       | - 白河站16:00發車，於林子內教會16:25折返。                         |
| 黃14-1            | 白河       | 甘宅                           | 內角             | - 全線使用小黃公車營運。                                           |
| 黃15              | 白河       |                                | 詔安厝           | - 5班次使用小黃公車營運。 - 小黃公車班次繞駛大安宮、延駛蓮花公園。 |
| 黃16              | 白河國中   | 白河、東山、六甲               | 隆田火車站       |                                                                    |
| 黃16-1            | 白河       | 安溪寮、菁寮、鹿草             | 高鐵嘉義站       | - 本路線橫跨嘉義縣、臺南市兩地。                                   |

### 新營綜合轉運站
新營綜合轉運站（簡稱：新營轉運站）是一座位於臺南市新營區的轉運站，結合國道客運、市區公車、公路客運以及計程車的轉乘，目前委由漢程客運營運，於2021年1月20日啟用。
| 路線             | 起站 | 行經                                                          | 迄站         | 備註                                                                                               |
| ---------------- | ---- | ------------------------------------------------------------- | ------------ | -------------------------------------------------------------------------------------------------- |
| 61               | 新營 | 新營轉運站、鹽水、高跟鞋教堂 水晶教堂、北門遊客中心、七股鹽山 | 臺灣鹽博物館 | - 台灣好行西濱快線。 - 本路線橫跨嘉義縣、臺南市兩地。 - 新營站10:20發車，於臺灣鹽博物館16:40折返。 |
| 棕幹線           | 新營 | 新營轉運站、鹽水、學甲                                        | 佳里         | - 部分班次行經飯店（不經大埔）。                                                                   |
| 棕幹線 區間車(1) | 新營 | 新營轉運站                                                    | 鹽水         | - 燈節期間加開區間車班次往返。（僅行駛至橋南老街即折返）                                           |
| 棕幹線 區間車(2) | 新營 | 新營轉運站、鹽水                                              | 大埔路口     | - 新營站5:45開車，大埔路口6:15折返。                                                               |
| 棕幹線 區間車(3) | 新營 | 新營轉運站、鹽水、飯店                                        | 學甲區公所   | |
| 棕1              | 新營 | 新營轉運站、鹽水                                              | 雙春         | - 除05:50雙春發車班次，其餘班次皆延駛雙春濱海遊憩區。 - 部分班次延駛至北門國中（不經雙春）。       |
| 棕2              | 新營 | 新營轉運站、鹽水                                              | 下中         | - 部分班次繞駛鹽水上帝廟。 - 4班次使用小黃公車營運。                                               |
| 棕3              | 新營 | 新營轉運站、鹽水                                              | 坔頭港里     | |
| 棕3-1            | 新營 | 太子宮                                                        | 鐵線里       | - 新營轉運站採預約制發車。 - 全線使用小黃公車營運。                                                |
| 棕4              | 新營 | 新營轉運站、鹽水、義竹、牛挑灣                                | 朴子轉運站   | - 本路線橫跨嘉義縣、臺南市兩地。                                                                   |
| 棕5              | 新營 | 護鎮里、新營轉運站、鹽水分駐所、義竹、南鯤鯓                  | 好美里       | - 本路線橫跨嘉義縣、臺南市兩地。                                                                   |
| 棕6              | 新營 | 新營轉運站、鹽水、義竹、前東港                                | 布袋遊客中心 | - 每年4~9月部分班次延駛至布袋商港。 - 本路線橫跨嘉義縣、臺南市兩地。                               |
| 橘9              | 佳里 | 學甲、新營轉運站                                              | 高鐵嘉義站   | |
| 橘9-1            | 佳里 | 麻豆轉運站、新營轉運站                                        | 高鐵嘉義站   | |
| 黃1              | 新營 | 林鳳營火車站、柳營                                            | 六甲         | - 部分班次延駛新營轉運站、臺南藝術大學。 - 平日16:00臺南藝術大學發車班次繞駛新榮中學綜合大樓。     |
| 黃3              | 新營 | 柳營、二重溪                                                  | 果毅後       | - 部分班次延駛新營轉運站、德元埤荷蘭村。 - 部分班次繞駛柳營科工區。                                |
| 黃4              | 新營 | 二重溪                                                        | 六甲         | - 部分班次延駛新營轉運站。 - 除06:00六甲發車班次，其餘班次繞駛柳營奇美醫院。                       |
| 黃6              | 新營 | 菁寮、白沙屯                                                  | 後壁火車站   | - 部分班次延駛新營轉運站。 - 返程班次自後壁區公所發車。                                            |
| 黃7              | 新營 | 東山                                                          | 青山         | - 部分班次延駛新營轉運站、仙公廟。                                                                 |
| 黃7區間車        | 新營 |                                                               | 東山         | - 05:50新營站發車班次不經枋子林。 - 部分班次延駛新營轉運站。 - 部分班次繞駛水雲里。                |

### 麻豆轉運站
麻豆轉運站是一座位於臺南市麻豆區的大臺南公車及國道客運轉運站，已於2015年9月14日啟用。興南客運在麻豆區文昌路有一座其客運總站，大臺南公車開通前為麻豆地區唯一的客運站，開通後功能全數轉移至該站，現今僅為一座停車場。
| 路線              | 起站       | 行經                               | 迄站         | 備註                                                                                       |
| ----------------- | ---------- | ---------------------------------- | ------------ | ------------------------------------------------------------------------------------------ |
| 橘幹線            | 佳里       | 麻豆轉運站、善化轉運站、大內       | 玉井         |                                                                                            |
| 橘9-1             | 佳里       | 麻豆轉運站、新營轉運站             | 高鐵嘉義站   | - 本路線橫跨嘉義縣、臺南市兩地。                                                           |
| 橘10              | 大地莊園   | 麻豆轉運站、隆田火車站、官田、六甲 | 臺南藝術大學 |                                                                                            |
| 橘10區間車(1)     | 大地莊園   | 麻豆轉運站                         | 隆田火車站   | - 大地莊園16:00發車，於隆田火車站17:30折返。                                               |
| 橘10區間車(2)     | 大地莊園   | 麻豆轉運站、隆田火車站             | 六甲         | - 大地莊園06:55發車，於六甲08:05折返。                                                     |
| 橘10區間車(3)     | 麻豆轉運站 | 隆田火車站                         | 六甲         |                                                                                            |
| 橘10-1            | 新樓醫院   | 麻豆轉運站、隆田火車站、拔林火車站 | 六甲         | - 平日部分班次繞駛曾文市政願景園區。 - 全線使用小黃公車營運。                              |
| 橘11              | 麻豆轉運站 |                                    | 西港         | - 部分班次延駛下營區公所、安南醫院。 - 部分班次延駛臺南轉運站，不經安南醫院。              |
| 橘11-1            | 麻豆轉運站 | 西港                               | 臺南轉運站   | - 跳蛙公車，僅停靠部分站點。 - 部分班次延駛下營區公所。 - 部分班次繞駛成大醫院（勝利路）。 |
| 橘12              | 麻豆轉運站 | 善化轉運站、新市火車站、臺南火車站 | 臺南轉運站   | - 部分班次繞駛三舍中安宮，不經得力實業。                                                   |
| 橘13              | 臺南轉運站 | 平實轉運站                         | 麻豆轉運站   |                                                                                            |
| 橘14              | 麻豆轉運站 | 中榮里、南科實中                   | 陽光大道     | - 例假日停駛。                                                                             |
| 黃幹線            | 白河       | 新營、柳營、下營                   | 麻豆轉運站   | - 部分班次繞駛白河商工。                                                                   |
| 黃幹線 區間車(南) | 新營       | 柳營、下營                         | 麻豆轉運站   |                                                                                            |
| 黃20              | 麻豆轉運站 | 下營、紅毛厝                       | 林鳳營火車站 | - 4班次使用小黃公車營運。                                                                  |

### 善化轉運站
善化轉運站是臺南市政府規劃並自行辦理的公車轉運站，位於臺灣鐵路管理局善化車站站前，於2014年11月13日啟用。
| 編號       | 起站       | 行經                                                          | 迄站         | 備註                                                |
| ---------- | ---------- | ------------------------------------------------------------- | ------------ | --------------------------------------------------- |
| 菱波官田線 | 新營       | 尖山埤渡假村、烏山頭水庫、官田遊客中心 隆田火車站、善化啤酒廠 | 善化轉運站   | - 每週三停駛，台灣好行菱波官田線。                  |
| 綠1        | 新化       | 新市火車站、南科商場                                          | 善化轉運站   |                                                     |
| 綠2        | 新化       | 新市火車站、南科實中                                          | 山上市場     |                                                     |
| 綠2-1      | 善化轉運站 | 山上、玉峰里、平陽里                                          | 豐德         | - 全線使用小黃公車營運。                            |
| 綠3        | 新化       | 新市火車站、樹谷園區                                          | 善化轉運站   |                                                     |
| 綠4        | 新化       | 新市火車站、南科火車站、陽光電城                              | 善化轉運站   |                                                     |
| 綠11       | 新化       | 山上                                                          | 善化轉運站   |                                                     |
| 橘幹線     | 佳里       | 麻豆轉運站、善化轉運站、大內                                  | 玉井         |                                                     |
| 橘1        | 善化轉運站 | 大內                                                          | 蒙正         | - 05:40善化轉運站發車班次繞駛環湖（鳴頭）。         |
| 橘2        | 胡厝寮     | 善化轉運站                                                    | 大內         |                                                     |
| 橘3        | 善化轉運站 | 安定、和順                                                    | 安南醫院     | - 部分班次延駛至臺南轉運站。 - 部分班次繞駛許中營。 |
| 橘4        | 善化轉運站 | 臺南藝術大學                                                  | 烏山頭水庫   |                                                     |
| 橘4-1      | 善化轉運站 | 官田服務中心                                                  | 勞動力發展署 |                                                     |
| 橘5        | 善化轉運站 | 新中、官田                                                    | 六甲         |                                                     |
| 橘12       | 麻豆轉運站 | 善化轉運站、新市火車站、臺南火車站                            | 臺南轉運站   | - 部分班次繞駛三舍中安宮，不經得力實業。            |

### 關廟轉運站
關廟轉運站是一座位於臺南市關廟區中正路560號的大臺南公車轉運站。臺南客運曾在關廟設置一座客運車站，2003年倒閉後由興南客運短暫接手至該客運站拆除為止。紅幹線整併初期以2座候車亭（關廟國中旁及消防隊旁）作為先期臨時轉運站。2015年9月22日在原關廟果菜市場舊址（北安一街、中正路口）進行轉運站改建工程，於2016年5月25日啟用。
| 路線   | 起站       | 行經                             | 迄站       | 備註 |
| ------ | ---------- | -------------------------------- | ---------- | --- |
| 綠16   | 新化       | 關廟轉運站                       | 關廟國中   | - 首班車延駛至歸仁區公所(中正北路)（經新豐高中）。 - 部分班次延駛至高鐵台南站。 - 部分班次繞駛統一花園（不經新化體育公園）。 |
| 紅幹線 | 安平工業區 | 臺南火車站、仁德、歸仁           | 關廟轉運站 | - 部分班次延駛至龍崎。 - 部分班次繞駛新豐高中、歸仁國中。                                                                    |
| 紅1    | 臺南轉運站 | 後甲、太子廟、歸仁               | 關廟轉運站 | |
| 紅2    | 臺南轉運站 | 大灣、仁德、上崙子、歸仁         | 關廟轉運站 | - 首班車延駛至西門健康立體停車場。 - 07:05西門健康立體停車場發車班次繞駛中華醫事科技大學。                                   |
| 紅3    | 臺南轉運站 | 臺南航空站、高鐵台南站、歸仁     | 關廟轉運站 | - 部分班次繞駛文賢德成路口、長榮大學。                                                                                       |
| 紅10   | 關廟轉運站 | 歸仁、仁德、永康                 | 奇美醫院   | - 部分班次繞駛烏竹里、大灣高中。                                                                                             |
| 紅11   | 關廟國中   | 關廟轉運站、新光里、龍崎         | 牛埔農塘   | - 12班次使用小黃公車營運。                                                                                                   |
| 紅12   | 關廟國中   | 關廟轉運站、龍崎                 | 烏山頭     | - 全線使用小黃公車營運。 |
| 紅13   | 關廟轉運站 | 深坑、布袋                       | 阿蓮       | - 2班次使用小黃公車營運。 - 本路線橫跨高雄市、臺南市兩地。                                                                   |
| 紅14   | 關廟轉運站 | 歸仁、高鐵台南站、交通大學、武東 | 長榮大學   | - 部分班次繞駛沙崙綠能宅。                                                                                                   |

### 保安轉運站
保安轉運站是臺南市政府規劃並自行辦理的公車轉運站，鄰近臺灣鐵路管理局保安車站，於2013年12月20日啟用。
| 路線 | 起站       | 行經                   | 迄站       | 備註                                   |
| ---- | ---------- | ---------------------- | ---------- | -------------------------------------- |
| 紅3  | 臺南轉運站 | 臺南航空站、高鐵台南站 | 關廟轉運站 | - 部分班次繞駛文賢德成路口、長榮大學。 |
| 紅4  | 臺南轉運站 | 中華醫事科技大學       | 奇美博物館 |                                        |

## 年度總運量
| [ 16 ]                                   | 2014年 | 2015年 | 2016年 | 2017年 | 2018年 | 2019年  | 2020年  | 2021年  | 2022年 | 2023年 | 2024年 |
| ---------------------------------------- | ------ | ------ | ------ | ------ | ------ | ------- | ------- | ------- | ------ | ------ | ------ |
| 總運量                                   | 1656萬 | 1802萬 | 2003萬 | 2058萬 | 2092萬 | 2331萬  | 1837萬  | 1267萬  |        | 1511萬 | 1594萬 |
| 增減百分比                               | +1.03% | +1.46% | +1.95% | +2.70% | +3.10% | +10.25% | -21.21% | -31.02% |        |        | +5.49% |
| - 2016年大台南公車路線總運量突破2000萬。 |        |        |        |        |        |         |         |         |        |        |        |

## 年表
- 2000年6月：臺南市政府成立「臺南客運市公車危機因應小組」[17]。
- 2003年7月16日：臺南市政府正式接獲台南客運欲於該年9月1日歇業之申請[2]。
- 2003年8月31日：臺南客運全面停駛，退出臺南市公車之經營。[2]
- 2005年2月16日：臺南市公車動態資訊系統於2004年獲交通部補助700萬元，由臺南市政府委託華夏科技公司、鼎漢工程顧問公司進行建置，於本日正式上線。
- 2008年2月2日：推出Free Bus Easy Go 公車乎你坐免錢優惠措施，本日開始實施假日觀光休閒公車88路及99路免費搭乘。
- 2008年4月1日：整合跨臺南市、縣連結各鄉鎮之主要公路客運路線計21條興南客運路線，納入臺南市公車動態資訊系統服務範圍。
- 2008年4月20日：0路內環線與15路外環線市區公車開通，至10月19日前提供民眾為期半年免費乘車優惠。
- 2008年6月1日：推出持TM卡或一卡通於市區公車間轉乘（2小時內）半價優惠。
- 2009年12月11日 ：為配合國道客運於兵配廠下客措施，臺南公園往火車站方向實施單向免費搭乘。

- 2010年：興南客運自首都客運購入9輛2002年HINO ERK大窗車，為當時大台南地區首批大窗車。
- 2010年3月1日：15路市區公車部分班次延駛至大成路口，11路市區公車由台南站增駛至大成路口。
- 2010年5月17日 ：5路市區公車部分班次延駛至嘉南藥理科技大學。
- 2010年7月1日：18路市區公車部分班次延駛至臺灣歷史博物館。
- 2010年8月26日：0路市區公車每逢週四六日下午五點後班次皆繞駛花園夜市。
- 2010年10月20日：為配合安平地區水景橋通車及周邊工程施工，2路市區公車由安平發車站牌，改為安北路崇義社區站發車。
- 2011年4月12日：低底盤公車正式加入營運，目前配置於高運量的2路及5路市區公車。行駛班次公佈於台南市公車網頁[18]。同時也是台南市公車首部在車身前方、側邊及後方配置有LED路線顯示的車輛。
- 2011年12月：興南客運、新營客運第一階段公路客運路線移撥為台南市公車，截至該年底共移撥44條路線[4]，興南客運、新營客運加入臺南市公車之經營行列。
- 2012年底：興南客運購入原臺南縣公路客運首批之VOLVO低地板公車，主要配置於新化、玉井方面的公路客運路線。
- 2012年10月15日：2路市區公車部分班次延駛至復華里，不經建國里、崑山科大。
- 2012年12月：興南客運、新營客運第二階段公路客運路線移撥為臺南市公車，截至該年底共移撥35條路線[4]。興南客運、新營客運路線移撥為市區公車之規劃至此完成。

- 2013年3月1日：臺南市公車以「大台南公車」為品牌形象名稱正式上路，綠幹支線公車首先開通。幹線公車捷運化改革開始。原於公路客運時期之3輛VOLVO低地板公車轉配予綠幹線行駛。
- 2013年3月7日：6路市區公車部分班次繞駛後甲社區。
- 2013年4月1日：藍幹支線公車開通。
- 2013年5月1日：棕幹支線公車開通。
- 2013年5月16日：5路市區公車部分班次行駛生產路，10路市區公車部分班次繞駛科技一路。
- 2013年6月1日：橘幹支線公車開通。
- 2013年6月19日：府城客運成立。
- 2013年6月20日：府城客運接駛0路、15路市區公車。
- 2013年7月1日：黃幹支線公車開通。
- 2013年7月27日：興南客運購置之6輛申沃低地板公車，其中藍幹線3輛率先上路行駛，紅幹線3輛於8月1日紅幹線首航時開始上路行駛。
- 2013年8月1日：紅幹支線公車開通。
- 2013年8月30日：紅2線首班次延駛至台南站，不經臺南公園。
- 2013年8月30日：綠幹線增開「新化－玉井」區間車，綠12線增開「新化－南化公所」區間車，綠13線增開「新化－慈蓮寺」區間車。
- 2013年9月1日：黃幹線6:45「白河－新營」區間車班次延駛至柳營奇美醫院。
- 2013年9月1日：黃10線由六重溪增駛至鎮安宮。
- 2013年9月7日：高雄客運、府城客運公車日優惠（每月第一個星期六投現9元）廢止。
- 2013年9月24日：原公路客運7423路線移撥為大台南公車黃9線。
- 2013年10月1日：藍10線增開「佳里－馬沙溝」區間車。
- 2013年11月1日：興南客運購置7輛VOLVO低地板公車（綠幹線2輛、藍幹線5輛）開始陸續上路。
- 2013年12月1日：原大台南公車7657路線改號為綠17支線，幹線公車捷運化改革完成。原高雄客運營運路線移交府城客運營運，高雄客運全面退出大台南公車之經營行列。府城客運新闢之20路及21路市區公車開通。

- 2014年1月28日：18路市區公車部分班次延駛至國民路。
- 2014年2月22日：臺南市政府整合客運業者推出公車日優惠（每月22日市區公車免費、幹支線公車基本里程8公里免費）。
- 2014年3月1日：綠16線首班次延駛至歸仁公所。
- 2014年3月上旬：興南客運購置5輛申沃低地板公車（藍幹線3輛、紅幹線2輛）開始上路行駛。
- 2014年4月1日：棕3-1線公車（新營－鐵線里）開通。
- 2014年4月中旬：興南客運購置4輛申沃低地板公車（藍幹線1輛、紅幹線3輛）開始上路行駛。
- 2014年6月12日：興南客運購置6輛加裝USB充電插座之VOLVO低地板公車（藍幹線4輛、紅幹線2輛）及5輛USB充電插座之申沃低地板公車（綠幹線5輛）開始陸續上路，本批也為興南客運首批加裝USB充電插座之低地板公車。
- 2014年6月16日：綠16線部分班次延駛至高鐵台南站。
- 2014年6月24日：興南客運購置共11輛加裝USB充電插座之低地板公車全數上路完畢。
- 2014年7月5日：黃12-2線關子嶺假日公車（關子嶺－水火同源－火山碧雲寺－大仙寺－好漢波－關子嶺）開通。
- 2014年10月下旬：新營客運開始啟用5輛大宇低地板公車。因此臺南市一共有68輛低地板公車。
- 2014年8月28日：黃11-1線李子園勵學公車（白河－李子園－東原國中）開通。
- 2014年9月1日：綠27線部分班次繞駛羌黃坑。
- 2014年9月16日：黃14-1線公車（白河－甘宅－內角）開通。
- 2014年9月22日：因市區公車19路籌備延拓，綠17線增開「安平工業區－大灣高中」區間車。
- 2014年9月23日：棕幹線增開「新營－鹽水」區間車。
- 2014年11月1日：綠20-1線虎頭山假日公車（玉井－虎頭山）開通。
- 2014年12月25日：19路市區公車（安平原住民文化會館－大灣高中）開通，20路市區公車從崑山科技大學增駛至南紡購物中心。

- 2015年起：每月22日之公車日，搭乘府城客運的路線免費優惠改以＂刷卡＂才能享受該優惠。
- 2015年4月3日：綠17線區間車（安平工業區－大灣高中）停駛。
- 2015年4月25日：紅3-1線奇美博假日公車（保安轉運站－奇美博物館－臺南航空站－保安轉運站）開通。[19]
- 2015年5月1日：開始實施「前門上車、後門下車」的乘車動線政策、興南客運轉運站不再售票。
- 2015年5月3日：黃7線假日部分班次延駛仙公廟。
- 2015年6月27日：黃6-1線農村假日公車（新營－菁寮－土溝）開通。
- 2015年8月7日：17路市區假日公車（安平原住民文化會館－興達港觀光漁市）開通。
- 2015年9月1日：紅幹線平日增開「安平工業區－歸仁公所」區間車。
- 2015年9月下旬：興南客運購置15輛加裝USB充電插座之申沃低地板公車（綠幹線6輛、藍幹線1輛、棕幹線2輛、橘幹線1輛、黃幹線2輛、紅幹線3輛）陸續上路行駛。
- 2015年11月22日：綠幹線正式啟用公車優先號誌系統。

- 2016年起：新營客運部分低地板公車加裝USB充電插座。
- 2016年3月1日：黃2線部分班次延駛至大丘里。
- 2016年3月14日：20路市區公車從安南醫院增駛至海東國小。
- 2016年3月22日：77路市區電動公車（安平原住民文化會館－南紡購物中心）舉行啟航典禮，於隔日3月23日正式上線營運。
- 2016年5月25日：關廟轉運站正式啟用，紅幹支線（除紅3-1、紅4）全改為關廟轉運站發車；紅13改線取消關廟國中站並改停山西宮站。
- 2016年5月25日：紅3線改駛入「市立醫院（崇明路）」站停靠，原生產路口及亞伯大飯店共2站取消停靠。
- 2016年6月18日：黃6-1線農村假日公車增駛至白河站，裁撤嘉民里站。
- 2016年6月27日：紅11線、紅12線從關廟轉運站增駛至關廟國中。
- 2016年7月1日：推出Tainan Pass府城版一、二日票及大台南版一、二日票。府城版可享一、二日內市區公車無限次搭乘；大台南版可享一、二日內幹支線公車及市區公車無限次搭乘，由雄獅發售。[20]
- 2016年7月2日：77-1路安平環線假日電動公車（安平原住民文化會館－安平古堡－安平原住民文化會館－億載金城－安平原住民文化會館）開通。
- 2016年7月7日：黃10-1線迷你小巴公車（白河轉運站－六重溪鎮安宮－檳榔腳）開通。
- 2016年8月4日：興南客運購置15輛加裝USB充電插座之VOLVO低地板公車（藍幹線3輛、棕幹線1輛、紅幹線11輛）開始上路行駛。
- 2016年8月15日：黃3線部分班次延駛至德元埤荷蘭村。
- 2016年10月15日：6路市區公車從裕聖里增駛至仁德轉運站。
- 2016年10月20日：8050公路客運持台南市市民卡可享基本里程8公里免費，以及2小時內轉市區公車半價優惠。[21]
- 2016年11月4日：黃9線每週二至週日新營站8:00~17:00班次延駛至故宮南院。
- 2016年11月21日：棕1線首班雙春發車班次，其餘班次延駛至雙春濱海遊憩區。
- 2016年12月15日：11路市區公車改線駛入海安路三段及和緯路二段服務，原行駛路線站位廢除，以及每周四15:23後發車班次不經聖母廟。
- 2016年12月26日：7路市區公車每周一17:10後發車班次不經南天宮。

- 2017年1月1日：66路台灣好行觀光公車停駛。
- 2017年2月3日：棕幹線增開「新營－鹽水－學甲區公所」區間車。
- 2017年4月1日：1路市區公車部分班次繞駛喜東里。
- 2017年4月1日：紅11線改線行駛進新光里，裁撤九天宮招呼站。
- 2017年5月15日：2路市區公車原延駛復華里班次改為繞駛，所有經復華里班次皆有行駛至崑山科大。
- 2017年8月1日：紅10線部分班次繞駛網寮里。
- 2017年8月4日：新闢33路台灣好行關子嶺故宮南院線公車上路，首月（至31日）免費搭乘。
- 2017年8月5日：黃11線部分班次延駛白河商工。
- 2017年8月16日：興南客運購置7輛加裝USB充電插座及活動式安全逃生窗之VOLVO低地板公車（綠幹線3輛、藍23藍24線3輛、橘幹線1輛）開始上路行駛。
- 2017年8月18日：黃16線公車（白河商工－白河轉運站－東山－六甲）開通。[22]
- 2017年8月28日：藍10線部分班次繞駛中社。
- 2017年8月28日：橘4-1線（善化轉運站－勞動力發展署）、橘10-1線（麻豆轉運站－隆田火車站－拔林火車站－勞動力發展署）彈性公車開通。
- 2017年10月1日：綠7線增開「新化－新市火車站」區間車。
- 2017年10月3日：33路更改為每日行駛，至同年12月31日。
- 2017年10月7日：黃7線增開「新營－東山」區間車。
- 2017年12月1日：紅2線7:10分台南站發車班次繞駛中華醫事科技大學。

- 2018年1月1日：5路市區公車取消繞駛生產路，原延駛至嘉南藥理大學之班次皆延駛至大甲里。
- 2018年1月13日：黃14線增開「白河－林子內教會」區間車。
- 2018年2月9日：雙層巴士西環線及東環線舉行首航典禮，於隔日2月10日正式上路營運。
- 2018年3月24日：黃13線假日部分班次延駛仙公廟。
- 2018年4月17日：3路市區公車每周一海東國小16:00及16:55發車班次不經仁和路。
- 2018年5月22日：興南客運購置8輛加裝USB充電插座及活動式安全逃生窗之VOLVO低地板公車（綠幹線1輛、藍幹線1輛、棕幹線1輛、紅幹線5輛）陸續上路行駛。
- 2018年6月15日：20路市區公車部分班次繞駛永康國中。
- 2018年7月1日：77-1路市區公車路線縮駛，原住民文化會館以南之站位全數裁撤。
- 2018年7月1日：17路市區公車停駛，改編號為77-2路，起點站由原本的安平原住民文化會館改為安平漁人碼頭發車，改由四方客運營運。
- 2018年7月1日：雙層巴士西環線推出星光路線，18:30後班次改行駛經小北商場及花園夜市。
- 2018年8月27日：黃11-2線公車（白河轉運站－東山－南勢里－碧蓮寺）開通。
- 2018年8月29日：棕1線部分班次延駛至北門國中（不經雙春）。
- 2018年9月1日：黃7線區間車部分班次繞駛至水雲里。
- 2018年9月1日：開放icash2.0刷卡搭乘。
- 2018年9月8日：黃16線由六甲增駛至隆田火車站。
- 2018年10月1日：紅3線改駛入「文化中心（台糖長榮酒店）」站停靠，原大林路口至巴克禮公園共4站取消停靠。
- 2018年10月18日：黃4線除5:50六甲發車班次外皆繞駛柳營奇美醫院。
- 2018年10月23日：興南客運購置15輛加裝USB充電插座及活動式安全逃生窗之VOLVO低地板公車（皆為白色塗裝）陸續上路行駛。
- 2018年10月25日：黃10線增開「後壁火車站－白河」區間車。
- 2018年11月1日：府城觀光巡迴巴士（臺南火車站(南站)－孔廟(台灣文學館)－赤崁樓－神農街－臺南火車站(南站)）開通。[23]
- 2018年12月24日：府城客運購置6輛SUNWIN低地板公車陸續上路行駛。

- 2019年1月18日：綠20線（晚上8時後班次）、綠21線（平日班次）及綠20-1假日公車、黃14-1線、黃15線（除6:25班次）改以計程車取代公車行駛，由台一大車隊負責營運，採取固定班次及預約制度（需提前預約）、收費比照原公車票價收費。[24]
- 2019年1月28日：雙層巴士調整營運路線，西環星光線裁撤小北商場及花園夜市站，東環線則裁撤南紡購物中心站，並增加行駛路線至奇美博物館。
- 2019年3月1日：綠24線7:20分玉井站發車班次繞駛南區水資源局。
- 2019年3月1日：藍2線部分班次繞駛蘆竹溝。
- 2019年3月4日：70路市區電動公車（永華市政中心(府前路)－永華市政中心(府前路)）舉行啟航典禮，於隔日3月5日正式上路營運。[25]
- 2019年4月1日：原88、99、府城觀光巡迴巴士三線進行整併，新88路為台灣好行府城巡迴線（臺南火車站(南站)－孔廟(台灣文學館)－赤崁樓－神農街－臺南火車站(南站)），新99路為台灣好行安平台江線（臺南公園－延平郡王祠－赤崁樓－億載金城－觀夕平台－四草－七股鹽山）
- 2019年4月3日：黃2線延駛匏仔寮班次終點延伸至西口小瑞士。
- 2019年4月12日：黃11-2線由碧蓮寺增駛至橫路休息站。
- 2019年5月31日：橘11-1線（下營區公所／麻豆轉運站－臺南公園(公園路)）跳蛙公車舉行啟航記者會，於隔日6月1日正式上路營運。[26]
- 2019年6月1日：33路台灣好行觀光公車因路權到期而暫時停駛，並於6月7日起復駛。
- 2019年6月14日：33路台灣好行觀光公車行駛路線變更，取消新營站至高鐵嘉義站區間路線，並調整行車時刻。
- 2019年6月21日：61路台灣好行西濱快線（新營－鹽水－高跟鞋教堂－水晶教堂－臺灣鹽博物館）舉行啟航記者會，於隔週五6月28日正式上路營運。[27]
- 2019年7月1日：原四方客運營運之77-1及77-2路線停駛，改由府城客運接手營運。
- 2019年7月6日：棕11線由頂洲增駛至頑皮世界。
- 2019年8月1日：綠12線平日增開「左鎮果菜市場－南化區公所」區間車。
- 2019年9月1日：黃16-1線公車（白河轉運站－安溪寮－高鐵嘉義站）開通。
- 2019年9月1日：黃幹線增開「新營－柳營－下營－麻豆轉運站」區間車。
- 2019年9月1日：紅2線改線行駛小東路、大灣路再接仁德中正路，原縣知事官邸至仁德交流道共13站取消停靠。
- 2019年9月25日：棕幹線增開「新營－鹽水－大埔路口」區間車。
- 2019年10月1日：橘10線增開「大地莊園－麻豆轉運站－隆田火車站－六甲」區間車。
- 2019年10月1日：雙層巴士東環線改為假日行駛。
- 2019年10月9日：新營客運購置4輛成運低地板公車（皆為白色塗裝）陸續上路行駛。
- 2019年10月19日：黃11-2線部分班次繞駛前雙溪（不經大洋）。
- 2019年11月1日：紅11線部分班次繞駛龍崎農會分會，於同年12月16日起所有班次皆須繞駛，苦苓湖（往牛埔農塘）站位裁撤。
- 2019年11月1日：3路市區公車起訖點原「竹篙厝」改為「德高國小」。
- 2019年11月1日：雙層巴士東環線停駛。
- 2019年11月26日：興南客運購置22輛加裝USB充電插座及外推式安全逃生窗之VOLVO低地板公車（白色塗裝17輛、高鐵塗裝5輛）陸續上路行駛。
- 2019年12月1日：藍25線增開「佳里－篤加里」區間車。
- 2019年12月5日：橘9線公車（麻豆轉運站－佳里－學甲－高鐵嘉義站）舉行啟航典禮，並正式上路營運。[28]

- 2020年1月1日：黃16-1線與俗女養成記接駁車路線併為「白河轉運站－菁寮－高鐵嘉義站」，裁撤北安溪寮至南靖火車站共8站，並新增新港東至西菁寮共6站。
- 2020年1月15日：111路機場快線（小西門－高雄國際航空站）正式上路營運。
- 2020年1月20日：雙層巴士調整營運路線及票價。
- 2020年2月1日：綠12線「新化－南化區公所」區間車，增開部分班次延駛臺南轉運站。
- 2020年2月19日：新營客運購置3輛HINO中型大復康巴士（皆為白色塗裝）陸續上路行駛。
- 2020年5月1日：橘9線改由佳里站發車並拆分為兩條路線，橘9線區間改為「佳里－學甲－高鐵嘉義站」，橘9-1線區間則改為「佳里－麻豆轉運站－高鐵嘉義站」。[29]
- 2020年5月22日：黃10-1線、黃12-1線改以計程車取代公車行駛，由皇冠交通負責營運，採取固定班次及預約制度（需提前預約），收費比照原公車票價收費。
- 2020年5月25日：新闢綠28線（左鎮果菜市場－草山里活動中心），以計程車替代公車行駛，由皇冠交通負責營運，採取固定班次及預約制度（需提前預約），收費比照原公車票價收費。
- 2020年5月28日：紅11線（早上8時後班次）、紅12線及紅13線（晚上8時半後班次）改以計程車取代公車行駛，由皇冠交通負責營運，採取固定班次及預約制度（需提前預約），收費比照原公車票價收費。
- 2020年5月28日：紅3線部分班次繞駛文賢德成路口。
- 2020年6月19日：台灣好行山博行線（左鎮化石園區－南瀛天文園區）舉行啟航記者會，於隔週四6月25日正式上路營運。[30]
- 2020年6月24日：橘9、橘9-1線開放LINE Pay Money乘車碼搭車，為大台南公車首兩條可使用電子支付搭乘之路線。
- 2020年6月25日：綠10-1線假日公車（新化－那拔林－左鎮化石園區）開通。
- 2020年8月31日：1路市區公車部分班次繞駛南寧高中。
- 2020年9月18日：黃3線部分班次繞駛柳營科工區。
- 2020年11月1日：藍10線部分班次繞駛口寮吉安宮（不經玉山里）。
- 2020年11月1日：藍22線改線停靠「南勢成功」站，原鎮南宮站取消停靠。
- 2020年12月1日：紅1-1線假日公車（關廟轉運站－旺萊公園）開通。
- 2020年12月1日：綠27線部分班次繞駛玉井區體育公園。
- 2020年12月25日：新營轉運站開始試營運，棕幹支線、橘9、橘9-1全數途經新營轉運站；黃1~黃7（含黃6-1）部分班次延駛新營轉運站。

- 2021年1月1日：紅10線部分班次繞駛臺南市立圖書館，不再繞駛「網寮里」、「西灣里公園路」站。
- 2021年1月1日：20路市區公車部分班次繞駛網寮里。
- 2021年3月25日：原公路客運7407、7408、7410路線移撥為大台南公車棕4線、棕5線、棕6線。[31]
- 2021年4月2日：台灣好行33路關子嶺故宮南院線更名為「關子嶺線」，並調整路線及部分停靠站。
- 2021年4月20日：漢程客運購置2輛金旅電動低地板公車（皆為橘線塗裝）陸續上路行駛。
- 2021年4月21日：藍幹線逢麗娜輪開航期間，每週三、五、日部分班次繞駛安平港旅客服務中心。
- 2021年4月23日：橘11-1線部分班次繞駛成大醫院（勝利路）。
- 2021年5月1日：綠10-1線（新化－那拔林－左鎮化石園區）併入綠幹線區間車。
- 2021年5月1日：61-1路西濱快線觀光公車（新營－新營轉運站－鹽水－高跟鞋教堂－水晶教堂－馬沙溝遊憩區－臺灣鹽博物館）開通。
- 2021年8月23日：21路市區公車平日部分班次繞駛鹽行國中。
- 2021年8月31日：台灣好行菱波官田線（新營－烏山頭水庫－官田遊客中心－川文山－新化老街－南科考古館）舉行啟航記者會，於週六9月4日正式上路營運。
- 2021年9月1日：H31高鐵市府線、H62高鐵奇美線開放短程旅客付費上下車，採二段票收費，於高鐵台南站上下車旅客仍維持免費搭乘。
- 2021年9月1日：紅幹線區間車（安平工業區－歸仁區公所）停駛。
- 2021年9月24日：新營客運購置7輛比亞迪電動低地板公車（棕線3輛、白色塗裝4輛）陸續上路行駛。
- 2021年11月5日：棕2線由下中增駛至下中福王宮。
- 2021年12月1日：棕6線新營市區改線行駛建業路、長榮路三段再接復興路，原中營興業里、新營高工至南榮科大（新營轉運站除外）共10站取消停靠。
- 2021年12月1日：1路市區公車部分班次繞駛黃金海岸廊帶公園。
- 2021年12月1日：興南客運購置8輛創奕電動低地板公車（皆為白色塗裝）陸續上路行駛。[32]
- 2021年12月28日：新闢橘21線（玉井－其子瓦－玉井），以計程車替代公車行駛，由台一大車隊負責營運，採取固定班次及預約制度（需提前預約），收費比照原公車票價收費。[33]

- 2022年1月19日：府城客運購置15輛比亞迪電動低地板公車陸續上路行駛。[34]
- 2022年1月23日：山博行假日公車部分班次延駛至善化轉運站（不經南瀛天文園區）。
- 2022年3月14日：61-1路西濱快線觀光公車停駛。
- 2022年3月31日：新闢藍4線（學甲區公所－南鯤鯓）、藍14線（學甲區公所－奇美佳里分院）、藍15線（漚汪－佳里）、藍26線（佳里－篤加里）、藍27線（佳里－溪南里保龍宮）、藍28線（佳里－佳里榮民之家），以計程車替代公車行駛，由台一大車隊負責營運，採取固定班次及預約制度（需提前預約），收費比照原公車票價收費。[35]
- 2022年3月31日：藍10線取消繞駛「口寮吉安宮」站。
- 2022年3月31日：藍12線（佳里－後港－青鯤鯓）停駛。
- 2022年3月31日：藍21線改線行駛南37線接南33-1線，原永昌宮至樹林共7站取消停靠。每週二、週四、週六取消繞駛「佳里榮民之家」站。
- 2022年3月31日：藍25線改線行駛南26線接台17線，原台灣漢藥、飲水思源池及篤加里共3站取消停靠。
- 2022年4月1日：紅14線部分班次繞駛沙崙綠能宅。
- 2022年4月20日：橘13線（臺南轉運站－麻豆轉運站）及橘14線（麻豆轉運站－南科實中）舉行啟航典禮，並正式上路營運。[36]
- 2022年4月26日：新闢綠29線（玉井－木瓜坑）、橘6線（隆田火車站－六雙天清宮），以計程車替代公車行駛，由台一大車隊負責營運，採取固定班次及預約制度（需提前預約），收費比照原公車票價收費。
- 2022年4月26日：橘10線取消繞駛「南廍里」、「南廍牌樓」站。
- 2022年5月17日：府城客運購置1輛鴻華MODEL T電動低地板公車上路行駛，興南客運購置6輛VOLVO B7R遊覽車陸續上路行駛。
- 2022年6月1日：綠12線區間車起訖點原「南化區公所」改為「南化國中」站。
- 2022年6月1日：綠21線（玉井－龜丹油礦）例假日班次由台一大車隊小黃公車行駛。
- 2022年6月1日：黃6線區間車（新營－白沙屯），6:15白沙屯發車班次增加繞駛新東國小、新厝、後鎮派出所。
- 2022年6月15日：H31高鐵市府線、H62高鐵奇美線調整為高鐵旅客出示票根維持免費搭乘，其餘乘客則以現行上下車刷卡制度收費。
- 2022年6月18日：黃5線例假日取消繞駛「吳晉淮音樂紀念館」站。
- 2022年8月26日：5路市區公車由桂田酒店增駛至鹽行國中。
- 2022年9月23日：77路市區公車改由府城客運接駛，四方客運退出大台南公車經營行列。
- 2022年9月30日：黃1線平日16:00臺南藝術大學發車班次繞駛「新榮中學綜合大樓」站。
- 2022年11月1日：紅1線調整行駛北門路二段、小東路、勝利路並增設沿途站位，裁撤「縣知事官邸」、「東門圓環」、「東門教會」站。
- 2022年11月15日：新闢901路（臺南市立圖書館－九份子國中小）、902路（臺南市立圖書館－香格里拉飯店）厝邊公車舉行啟航典禮，於隔日11月16日正式上路營運。[37]
- 2022年11月16日：府城客運購置15輛鴻華MODEL T電動低地板公車陸續上路行駛。
- 2022年12月3日：綠14線例假日部分班次繞駛新化果菜市場。
- 2022年12月19日：6路市區公車所有班次增駛至龍崗國小，並取消繞駛「東明里」、「大鵬新城」、「東興公園」、「後甲國中」站。
- 2022年12月31日：77-1安平環線假日公車、77-2市區公車停駛。

- 2023年2月13日：新闢黃10-2線（白河－莿桐崎土地公廟），以計程車替代公車行駛，由皇冠交通負責營運，採取固定班次及預約制度（需提前預約），收費比照原公車票價收費。
- 2023年2月13日：綠20-1線調整為全路線採預約制發車行駛。
- 2023年2月13日：橘14線由南科實中增駛至陽光大道。
- 2023年3月1日：綠13線由左鎮區公所增駛至左鎮果菜市場。
- 2023年3月1日：綠20線使用小黃公車行駛班次繞駛「鳳興」站。
- 2023年3月7日：雙層巴士調整為例假日行駛，平日停駛。
- 2023年3月24日：5路市區公車起訖點由「鹽行國中」調整為「永康臨時轉運站」，原「鹽行國中」站調整為部分班次繞駛。
- 2023年3月25日：黃2線部分班次及新闢黃2-1線（林鳳營火車站－菁埔里菁埔寮），以計程車替代公車行駛，由台一大車隊負責營運，採取固定班次及預約制度（需提前預約），收費比照原公車票價收費。
- 2023年4月10日：77路市區公車改由漢程客運接駛。
- 2023年4月10日：新闢綠2-1線（善化轉運站－豐德）、藍29線（西港－奇美佳里分院），以計程車替代公車行駛，由台一大車隊負責營運，採取固定班次及預約制度（需提前預約），收費比照原公車票價收費。
- 2023年4月10日：新闢綠31線（玉井－竹湖）、綠32線（玉井－石牌清水寺），以計程車替代公車行駛，由皇冠交通負責營運，採取固定班次及預約制度（需提前預約），收費比照原公車票價收費。
- 2023年4月14日：橘14線調整為平日行駛，例假日停駛。
- 2023年4月29日：黃7線繞駛吉貝耍、枋子林路段，調整為每班次皆行經。
- 2023年5月1日：新闢綠12-1線（左鎮果菜市場－南化區公所）、綠12-2線（左鎮果菜市場－厚德紫竹寺）、綠30線（左鎮國中－澄山國小）、綠30-1線（左鎮國中－澄山心理園區），以計程車替代公車行駛，由皇冠交通負責營運，採取固定班次及預約制度（需提前預約），收費比照原公車票價收費。
- 2023年5月22日：7路市區公車起訖點原「臺南火車站」改為「公園北路」，沿途增設「臺南公園（北門路）」、「台南二中」站。
- 2023年6月1日：11路市區公車6:33班次由下鯤鯓站發車。
- 2023年7月1日：因應高鐵公司結束H62高鐵快捷聯合行銷優惠，原H62高鐵奇美線改制為市區公車62路（奇美醫院－高鐵台南站），路線及班次均維持原樣。
- 2023年7月1日：黃7線區間車5:50新營站發車班次調整為不經吉貝耍、枋子林。
- 2023年7月3日：77路市區公車由南紡購物中心（東光路）增駛至仁德轉運站。
- 2023年7月29日：33路台灣好行關子嶺線調整行駛路線，裁撤「南靖火車站」，增設「菁寮」站，班次調整為每日12班次（每週三停駛）。
- 2023年7月29日：台灣好行菱波官田線調整行駛路線，裁撤「川文山」、「新化老街（國泰大樓）」、「新市火車站」、「南科考古館（南科商場）」站，增設「隆田火車站」、「善化啤酒廠」、「善化轉運站」，班次調整為每日10班次（每週三停駛）。
- 2023年8月1日：紅10線部分班次繞駛烏竹里，不再繞駛「臺南市立圖書館」、「東橋八街口」、「東橋2號公園」站。
- 2023年8月15日：H31高鐵快捷公車改由漢程客運接駛。
- 2023年9月11日：紅3線部分班次繞駛長榮大學。
- 2023年11月1日：14路市區公車調整路線端點至慈濟高中，改行駛平通路並增設「怡平公園」站，五期重劃區內站點改為雙向設站，裁撤「悠活綠園長照中心」、「建平路」、「南台別院」、「二二八公園」站，離峰時段改以九人座小巴營運。
- 2023年11月1日：61路台灣好行西濱快線增開區間車（南鯤鯓代天府－臺灣鹽博物館），並調整為每日行駛。
- 2023年11月1日：興南客運購置20輛華德電動低地板公車（皆為藍線塗裝）陸續上路行駛。
- 2023年11月23日：興南客運購置7輛創奕短軸電動低地板公車（皆為白色塗裝）陸續上路行駛。
- 2023年11月27日：新營客運購置6輛鴻華MODEL T電動低地板公車（黃線2輛、白色塗裝4輛）陸續上路行駛。
- 2023年12月1日：藍24線部分班次調整為「安平工業區－土城子－聖母廟（安中路）」區間車。

- 2024年1月1日：黃12-1線起訖點原「福顯宮」改為「大仙寺」，沿途增設「木屐寮」、「白河水庫」、「竹林寺」、「仙草派出所」、「岩前教會」站，原「福顯宮」站調整為預約站位。
- 2024年1月1日：黃15線小黃公車班次起訖點原「詔安厝(二)」改為「蓮花公園」，增設「99商店」、「大安宮」站。
- 2024年1月15日：20路市區公車調整行駛平實路，原端點「南紡購物中心（東光路）」調整為「平實公園停車場」，增設「中華東路、平實路」站，裁撤「南紡購物中心（東光路）」、「南紡購物中心」站。
- 2024年2月1日：台灣好行東山咖啡線（關子嶺－南寮－橫路休息站）正式上路營運。
- 2024年2月3日：台灣好行梅嶺線（玉井站－楠西－梅嶺）正式上路營運。
- 2024年2月13日：黃2-1線調整為全路線採預約制發車行駛。
- 2024年3月11日：橘12線部分班次繞駛三舍中安宮。
- 2024年3月11日：1路公車不再繞駛「黃金海岸廊帶公園」站，「喜東里」、「省躬公園」站調整為每班次皆行經。
- 2024年4月30日：901路公車端點分別由「臺南市立圖書館」增駛至「府城汽車客運公司」、「九份子國中小」增駛至「克樺社區」。
- 2024年4月30日：902路公車由「臺南市立圖書館」增駛至「府城汽車客運公司」並增設「中華東路、平實路」站。
- 2024年5月1日：山博行假日公車（台灣好行山博行線）停駛。
- 2024年5月1日：黃12-2線、東山咖啡線由「關子嶺」縮駛至「關子嶺勞工育樂中心」站，東山咖啡線「關子嶺」、「嶺頂旅遊資訊站」2站不再停靠。
- 2024年5月1日：33關子嶺線、黃12線由「關子嶺」增駛至「嶺頂旅遊資訊站」，33關子嶺線「關子嶺」站不再停靠。
- 2024年8月3日：漢程客運購置18輛華德電動低地板公車（皆為橘線塗裝）陸續上路行駛。
- 2024年8月12日：9路市區公車部分班次改以九人座小巴營運。
- 2024年8月28日：9路市區公車增開「臺南火車站－公親里活動中心」區間車（採大巴營運），至公親里及北極殿班次全面以九人座小巴營運。
- 2024年10月7日：綠14線、綠15線部分班次以計程車取代公車行駛，由台一大車隊負責營運，採取固定班次及預約制度（需提前預約），收費比照原公車票價收費。
- 2024年10月23日：棕2線（部分班次）及棕3-1線以計程車替代公車行駛，由台一大車隊負責營運，採取固定班次及預約制度（需提前預約），收費比照原公車票價收費。
- 2024年10月23日：新闢黃21線（新營－白沙屯）、黃22線（新營－東山區衛生所）以計程車替代公車行駛，由台一大車隊負責營運，採取固定班次及預約制度（需提前預約），收費比照原公車票價收費。
- 2024年10月23日：黃6線取消繞駛竹新里，黃7線取消繞駛三榮里。
- 2024年11月1日：黃6線區間車（新營－白沙屯），6:15白沙屯發車班次取消繞駛新東國小、新厝、後鎮派出所。
- 2024年11月11日：黃5線（部分班次）、黃20線（中午12點前班次）及橘10-1線以計程車替代公車行駛，由皇冠交通負責營運，採取固定班次及預約制度（需提前預約），收費比照原公車票價收費。
- 2024年11月11日：橘4-1線由「勞動力發展署」增駛至「六甲」並增設沿途之公車站位。
- 2024年11月11日：橘10線增開「麻豆轉運站－隆田火車站－六甲」區間車。
- 2024年11月28日：32路生活公車（原住民文化會館－喜樹－灣裡－高鐵台南站）舉行啟航典禮，於12月1日正式上路營運。[38][39]
- 2024年12月9日：藍25線、新闢藍30線以計程車替代公車行駛，由皇冠交通負責營運，採取固定班次及預約制度（需提前預約），收費比照原公車票價收費。
- 2024年12月23日：19路生活公車改由巨業交通接駛。

- 2025年1月1日：原88路、99路整併為98路台灣好行府城台江線（臺南轉運站－延平郡王祠－赤崁樓－億載金城－觀夕平台－四草－七股鹽山），並調整為每日行駛。
- 2025年1月1日：黃12線部分班次延駛新營站。
- 2025年1月3日：9路生活公車改由統聯客運接駛。
- 2025年1月3日：901路厝邊公車增開部分班次由九人座小巴營運。
- 2025年1月15日：77路生活公車改由巨業交通接駛。
- 2025年1月15日：和順轉運站試營運，5路、18路市區公車、橘3線調整至和順轉運站發車。
- 2025年2月12日：H31路高鐵快捷公車取消延駛原住民文化會館。
- 2025年2月17日：62路市區公車部分班次繞駛沙崙國中（經六甲(中正南路)）。
- 2025年2月28日：黃6-1線農村樂活公車調整路線為「白河－土溝－菁寮」，並調整發車時刻表。
- 2025年3月7日：新闢905路厝邊公車（永康臨時轉運站－和順轉運站－十二佃－聖母廟(城安路)），由統聯客運營運，全線使用九人座小巴營運。
- 2025年3月8日：紅3-1線奇美博假日公車停駛。
- 2025年4月16日：6路生活公車改由統聯客運接駛。
- 2025年4月16日：21路市區公車增開部分班次由九人座小巴營運，並繞駛奇美醫院。
- 2025年4月19日：棕3-1線由「鐵線里」增駛至「伽藍廟」站，中途增設「鐵線活動中心」站。
- 2025年4月30日：15路生活公車改由巨業交通接駛。
- 2025年5月1日：橘6線端點由「六雙天清宮」調整為「臺南藝術大學（漢寶德紀念館）」站，增設「臺南藝術大學」站，原「六雙天清宮」站調整為預約站位。
- 2025年5月1日：黃16線由「白河商工」增駛至「白河國中」站。
- 2025年5月15日：9路生活公車九人座小巴班次增加繞駛公親里。
- 2025年7月1日：10路生活公車改由統聯客運接駛。
- 2025年7月1日：111路台灣好行臺南小港機場線部分班次繞駛「中華東路、平實三街口」站。
- 2025年7月1日：黃5線（不含小黃公車班次）由「下營廟前」增駛至「曾文市政願景園區」站。
- 2025年7月7日：橘10-1線平日增開部分班次繞駛「曾文市政願景園區」站。
- 2025年7月8日：綠17線逢雙吉福氣輪開航期間，每週二、五部分班次繞駛「安平港旅客服務中心」站。
- 2025年7月23日：20路生活公車改由巨業交通接駛。
- 2025年7月23日：新闢904路厝邊公車（永康臨時轉運站－和順轉運站－海東國小－鹿耳門天后宮／四草），由巨業交通營運，全線使用中型巴士營運。
- 2025年7月31日：168路台灣好行虎埤老街線（新市火車站－大坑休閒農場）舉行啟航記者會，於隔日8月1日正式上路營運。[40]
- 2025年8月1日：紅10線部分班次繞駛大灣高中（不經大灣天公廟）。
- 2025年8月21日：0路生活公車改由統聯客運接駛。

## 外部連結
- 臺南市公車動態系統 （页面存档备份，存于）
- 臺南市區公車路網圖 （页面存档备份，存于）
- 臺南市幹線公車路網圖 （页面存档备份，存于）
- 臺南市政府交通局 （页面存档备份，存于）
- 臺南市公共運輸處 （页面存档备份，存于）
- 府城客運 （页面存档备份，存于）
- 興南客運 （页面存档备份，存于）
- 新營客運 （页面存档备份，存于）
- 漢程客運、巨業交通 （页面存档备份，存于）
- 統聯客運 （页面存档备份，存于）
- 高雄客運 （页面存档备份，存于）
- 嘉義客運 （页面存档备份，存于）
- 台一大車隊 （页面存档备份，存于）
- 皇冠交通(中華衛星台南車隊) （页面存档备份，存于）
- 台灣好行 61路西濱快線 （页面存档备份，存于）